# Playoffs NBA 2007
Los Playoffs de la NBA de 2007 fueron el torneo final de la temporada 2006-07 de la NBA.
En estos playoffs se proclamó campeón San Antonio Spurs (Conferencia Oeste), enfrentándose a Cleveland Cavaliers que fue el ganador de las finales de la Conferencia Este.
El MVP de las Finales fue Tony Parker de los San Antonio Spurs.

## Formato
Artículo principal: Playoffs de la NBA
Consiste en 16 equipos que se dividen en dos conferencias, la duración de estos partidos es cercana a los dos meses, en la que los equipos juegan al mejor de siete, en un formato de juego en el que existen varias fases: octavos de final (o 1.ª ronda), cuartos de final (semifinales de conferencia), semifinales (final de conferencia) y la final.

### Clasificación
Los tres primeros clasificados en cada conferencia, junto con los cinco mejores (no ganadores) de cada división pasan a jugar los playoffs. 
Hasta el año 2006, existía cierta problemática puesto que cuando los dos mejores equipos en balance de victorias derrotas estaban en la misma división uno pasaba a ser el primero en su conferencia y el otro el cuarto, por debajo de los otros campeones de división. Por lo que se cambiaron las normas y actualmente los dos mejores equipos en balance de victorias derrotas no se enfrentarán hasta la final de conferencia, cosa que no sucedió el año pasado, cuando se enfrentaron en semifinales de conferencia San Antonio Spurs y Dallas Mavericks teniendo 63 y 60 victorias respectivamente.
Pero esta edición (2007) seguía cometiendo errores puesto que en las semifinales de la conferencia oeste, se enfrentaron por una parte los equipos restantes más superiores (Phoenix y San Antonio), y por la otra los dos equipos con peor balance (Utah y Golden State).

### Ventaja de Campo
En estas series, el equipo con mejor récord (o el equipo que ganó el partido entre dos equipos que poseen el mismo récord) es el que posee la ventaja de campo, esto significa que si se llega a jugar el último partido, el séptimo, se jugará en el pabellón del equipo con ventaja de campo.
Los dos primeros partidos en cada serie se juegan en la cancha del equipo con ventaja de campo. El tercer y cuarto encuentro se disputa el en otro pabellón. En el quinto, el sexto y el séptimo partido se alterna entre los dos pabellones favoreciendo al equipo con ventaja de campo. Sin embargo, en la final de la NBA, el equipo con ventaja de campo posee ésta en los partidos 1, 2, 6 y 7, mientras que el otro equipo la posee los encuentros 3, 4 y 5.

### Primas de Equipo
Los equipos reciben fondos para distribuir entre sus jugadores y su personal técnico. Para el año 2007 se premiaba con las siguientes cantidades:
- Clasificado para la primera ronda: $149,243 más un añadido basado en como terminaron la fase regular en sus conferencias.
- Clasificado para la segunda ronda (Semifinales de Conferencia): $177,579.
- Clasificado para la Final de Conferencia: $293,447.
- Pierde las Finales de la NBA: $1,945,164.
- Gana las Finales de la NBA: $2,542,637.

## Clasificación Playoff

### Conferencia Este
Detroit Pistons consiguió el mejor récord de la conferencia Este (53 victorias, 29 derrotas), y por ello tenía ventaja de campo durante todos los partidos de playoff de su conferencia.
A continuación se muestran la lista de los equipos clasificados en la conferencia Este. Entre paréntesis aparece el balance de victorias derrotas.
1. Detroit Pistons (53-29) (líder de la División Central)
2. Cleveland Cavaliers (50-32)
3. Toronto Raptors (47-35) (líder de la División del Atlántico)
4. Miami Heat (44-38) (líder de la División Sureste)
5. Chicago Bulls (49-33)
6. New Jersey Nets (41-41) (ganó en partidos, 4-0, a Washington)
7. Washington Wizards (41-41)
8. Orlando Magic (40-42)

### Conferencia Oeste
Dallas Mavericks firmaron el mejor récord de la NBA consiguiendo así una ventaja de campo para todos los partidos de playoff. Sin embargo esta ventaja no les sirvió de mucho ya que Golden State Warriors les eliminó en la primera ronda y por ello la ventaja de campo pasó a ser para Phoenix Suns, hasta que estos cayeron ante San Antonio, finalmente los Spurs mantuvieron la ventaja hasta el final.
A continuación se muestran la lista de los equipos clasificados en la conferencia Oeste. Entre paréntesis aparece el balance de victorias derrotas.
1. Dallas Mavericks (67-15) (líder de la División Suroeste)
2. Phoenix Suns (61-21) (líder de la División del Pacífico)
3. San Antonio Spurs (58-24)
4. Utah Jazz (51-31) (líder de la División Noroeste)
5. Houston Rockets (52-30)
6. Denver Nuggets (45-37)
7. Los Angeles Lakers (42-40) (ganó en partidos, 4-0, a los Warriors)
8. Golden State Warriors (42-40)

## Cuadro de Enfrentamientos
|  | Primera Ronda     | Primera Ronda | Primera Ronda |   |             | Semifinales de Conferencia | Semifinales de Conferencia | Semifinales de Conferencia |  |    | Finales de Conferencia | Finales de Conferencia | Finales de Conferencia |  |    | Finales de la NBA | Finales de la NBA | Finales de la NBA |
|  |                   |               |               |   |             |                            |                            |                            |  |    |                        |                        |                        |  |    |                   |                   |                   |
|  | E1                | *Detroit      | 4             |   |             |                            |                            |                            |  |    |                        |                        |                        |  |    |                   |                   |                   |
|  | E8                | Orlando       | 0             |   |             |                            |                            |                            |  |    |                        |                        |                        |  |    |                   |                   |                   |
|  | E8                | Orlando       | 0             |   | E1          | *Detroit                   | 4                          |                            |  |    |                        |                        |                        |  |    |                   |                   |                   |
|  |                   |               |               |   | E1          | *Detroit                   | 4                          |                            |  |    |                        |                        |                        |  |    |                   |                   |                   |
|  |                   | E5            | Chicago       | 2 |             |                            |                            |                            |  |    |                        |                        |                        |  |    |                   |                   |                   |
|  | E4                | E5            | Chicago       | 2 | *Miami      | 0                          |                            |                            |  |    |                        |                        |                        |  |    |                   |                   |                   |
|  | E4                |               |               |   | *Miami      | 0                          |                            |                            |  |    |                        |                        |                        |  |    |                   |                   |                   |
|  | E5                | Chicago       | 4             |   |             |                            |                            |                            |  |    |                        |                        |                        |  |    |                   |                   |                   |
|  | E5                | Chicago       | 4             |   |             |                            |                            |                            |  | E1 | *Detroit               | 2                      |                        |  |    |                   |                   |                   |
|  | Conferencia Este  |               |               |   |             |                            |                            |                            |  | E1 | *Detroit               | 2                      |                        |  |    |                   |                   |                   |
|  |                   | E2            | Cleveland     | 4 |             |                            |                            |                            |  |    |                        |                        |                        |  |    |                   |                   |                   |
|  | E2                | E2            | Cleveland     | 4 | Cleveland   | 4                          |                            |                            |  |    |                        |                        |                        |  |    |                   |                   |                   |
|  | E2                |               |               |   | Cleveland   | 4                          |                            |                            |  |    |                        |                        |                        |  |    |                   |                   |                   |
|  | E7                | Washington    | 0             |   |             |                            |                            |                            |  |    |                        |                        |                        |  |    |                   |                   |                   |
|  | E7                | Washington    | 0             |   | E6          | New Jersey                 | 2                          |                            |  |    |                        |                        |                        |  |    |                   |                   |                   |
|  |                   |               |               |   | E6          | New Jersey                 | 2                          |                            |  |    |                        |                        |                        |  |    |                   |                   |                   |
|  |                   | E2            | Cleveland     | 4 |             |                            |                            |                            |  |    |                        |                        |                        |  |    |                   |                   |                   |
|  | E3                | E2            | Cleveland     | 4 | *Toronto    | 2                          |                            |                            |  |    |                        |                        |                        |  |    |                   |                   |                   |
|  | E3                |               |               |   | *Toronto    | 2                          |                            |                            |  |    |                        |                        |                        |  |    |                   |                   |                   |
|  | E6                | New Jersey    | 4             |   |             |                            |                            |                            |  |    |                        |                        |                        |  |    |                   |                   |                   |
|  | E6                | New Jersey    | 4             |   |             |                            |                            |                            |  |    |                        |                        |                        |  | E2 | Cleveland         | 0                 |                   |
|  |                   |               |               |   |             |                            |                            |                            |  |    |                        |                        |                        |  | E2 | Cleveland         | 0                 |                   |
|  |                   | O3            | San Antonio   | 4 |             |                            |                            |                            |  |    |                        |                        |                        |  |    |                   |                   |                   |
|  | O1                | O3            | San Antonio   | 4 | *Dallas     | 2                          |                            |                            |  |    |                        |                        |                        |  |    |                   |                   |                   |
|  | O1                |               |               |   | *Dallas     | 2                          |                            |                            |  |    |                        |                        |                        |  |    |                   |                   |                   |
|  | O8                | Golden State  | 4             |   |             |                            |                            |                            |  |    |                        |                        |                        |  |    |                   |                   |                   |
|  | O8                | Golden State  | 4             |   | O8          | Golden State               | 1                          |                            |  |    |                        |                        |                        |  |    |                   |                   |                   |
|  |                   |               |               |   | O8          | Golden State               | 1                          |                            |  |    |                        |                        |                        |  |    |                   |                   |                   |
|  |                   | O4            | *Utah         | 4 |             |                            |                            |                            |  |    |                        |                        |                        |  |    |                   |                   |                   |
|  | O4                | O4            | *Utah         | 4 | *Utah       | 4                          |                            |                            |  |    |                        |                        |                        |  |    |                   |                   |                   |
|  | O4                |               |               |   | *Utah       | 4                          |                            |                            |  |    |                        |                        |                        |  |    |                   |                   |                   |
|  | O5                | Houston       | 3             |   |             |                            |                            |                            |  |    |                        |                        |                        |  |    |                   |                   |                   |
|  | O5                | Houston       | 3             |   |             |                            |                            |                            |  | O4 | *Utah                  | 1                      |                        |  |    |                   |                   |                   |
|  | Conferencia Oeste |               |               |   |             |                            |                            |                            |  | O4 | *Utah                  | 1                      |                        |  |    |                   |                   |                   |
|  |                   | O3            | San Antonio   | 4 |             |                            |                            |                            |  |    |                        |                        |                        |  |    |                   |                   |                   |
|  | O2                | O3            | San Antonio   | 4 | *Phoenix    | 4                          |                            |                            |  |    |                        |                        |                        |  |    |                   |                   |                   |
|  | O2                |               |               |   | *Phoenix    | 4                          |                            |                            |  |    |                        |                        |                        |  |    |                   |                   |                   |
|  | O7                | L.A. Lakers   | 1             |   |             |                            |                            |                            |  |    |                        |                        |                        |  |    |                   |                   |                   |
|  | O7                | L.A. Lakers   | 1             |   | O2          | *Phoenix                   | 2                          |                            |  |    |                        |                        |                        |  |    |                   |                   |                   |
|  |                   |               |               |   | O2          | *Phoenix                   | 2                          |                            |  |    |                        |                        |                        |  |    |                   |                   |                   |
|  |                   | O3            | San Antonio   | 4 |             |                            |                            |                            |  |    |                        |                        |                        |  |    |                   |                   |                   |
|  | O3                | O3            | San Antonio   | 4 | San Antonio | 4                          |                            |                            |  |    |                        |                        |                        |  |    |                   |                   |                   |
|  | O3                |               |               |   | San Antonio | 4                          |                            |                            |  |    |                        |                        |                        |  |    |                   |                   |                   |
|  | O6                | Denver        | 1             |   |             |                            |                            |                            |  |    |                        |                        |                        |  |    |                   |                   |                   |

* - Campeón de división

Negrita- Ganador de las series

Cursiva- Equipo con ventaja de campo

## Conferencia Este

### Primera Ronda

#### (1)Detroit Pistonsvs. (8)Orlando Magic
| 21 de abril                    | Orlando Magic                                               | 92–100                                | Detroit Pistons                                                                  | |  |  |
| 7:00 p. m.                     | Parciales: 16–28, 27–23, 24–30, 25–19                       | Parciales: 16–28, 27–23, 24–30, 25–19 | Parciales: 16–28, 27–23, 24–30, 25–19                                            | |  |  |
|                                | Estadísticas Hedo Türkoğlu 17 Dwight Howard 19 Grant Hill 5 | Reporte Pts Reb Asts                  | Estadísticas Hamilton, Billups 22 cada uno Antonio McDyess 9 Chauncey Billups 11 | Pabellón: The Palace of Auburn Hills, Detroit Árbitros: Bob Delaney, Joe Forte, David Jones Televisión: ESPN |  |  |
| Pistons lidera las series, 1-0 |                                                             |                                       |                                                                                  | |  |  |
|                                |                                                             |                                       |                                                                                  | |  |  |

| 23 de abril                    | Orlando Magic                                                          | 90–98                                 | Detroit Pistons                                                | |  |  |
| 7:00 p. m.                     | Parciales: 22–28, 22–19, 15–24, 31–27                                  | Parciales: 22–28, 22–19, 15–24, 31–27 | Parciales: 22–28, 22–19, 15–24, 31–27                          | |  |  |
|                                | Estadísticas Hedo Türkoğlu 22 Dwight Howard 11 Hill, Arroyo 4 cada uno | Reporte Pts Reb Asts                  | Estadísticas Hamilton 22 Rasheed Wallace 11 Chauncey Billups 8 | Pabellón: The Palace of Auburn Hills, Detroit Árbitros: Tim Donaghy, Eddie Rush, Greg Willard Televisión: TNT |  |  |
| Pistons lidera las series, 2-0 |                                                                        |                                       |                                                                | |  |  |
|                                |                                                                        |                                       |                                                                | |  |  |

| 26 de abril                    | Detroit Pistons                                                      | 93–77                                 | Orlando Magic                                                              |                                                                                                |  |  |
| 8:00 p. m.                     | Parciales: 23–23, 25–19, 23–19, 22–16                                | Parciales: 23–23, 25–19, 23–19, 22–16 | Parciales: 23–23, 25–19, 23–19, 22–16                                      |                                                                                                |  |  |
|                                | Estadísticas Tayshaun Prince 23 Antonio McDyess 11 Tayshaun Prince 5 | Reporte Pts Reb Asts                  | Estadísticas Jameer Nelson 27 Dwight Howard 12 Nelson, Türkoğlu 4 cada uno | Pabellón: Amway Arena, Orlando Árbitros: Steve Javie, Jack Nies, Violet Palmer Televisión: TNT |  |  |
| Pistons lidera las series, 3-0 |                                                                      |                                       |                                                                            |                                                                                                |  |  |
|                                |                                                                      |                                       |                                                                            |                                                                                                |  |  |

| 28 de abril                | Detroit Pistons                                                     | 97–93                                 | Orlando Magic                                                  | |  |  |
| 3:00 p. m.                 | Parciales: 22–25, 25–21, 26–21, 24–26                               | Parciales: 22–25, 25–21, 26–21, 24–26 | Parciales: 22–25, 25–21, 26–21, 24–26                          | |  |  |
|                            | Estadísticas Chauncey Billups 25 Chris Webber 10 Chauncey Billups 6 | Reporte Pts Reb Asts                  | Estadísticas Dwight Howard 29 Dwight Howard 17 Hedo Türkoğlu 5 | Pabellón: Amway Arena, Orlando Árbitros: Tony Brothers, Monty McCutchen, Bennett Salvatore Televisión: TNT |  |  |
| Detroit ganó la serie, 4–0 |                                                                     |                                       |                                                                | |  |  |
|                            |                                                                     |                                       |                                                                | |  |  |

| 8 de diciembre de 2006 | Detroit Pistons | 87–83   | Orlando Magic |                                         |  |
|                        |                 |         |               |                                         |  |
|                        |                 | Reporte |               | Pabellón: Amway Arena, Orlando, Florida |  |

| 21 de febrero de 2007 | Orlando Magic | 88–110  | Detroit Pistons |                                                              |  |
|                       |               |         |                 |                                                              |  |
|                       |               | Reporte |                 | Pabellón: The Palace of Auburn Hills, Auburn Hills, Míchigan |  |

| 23 de febrero de 2007 | Detroit Pistons | 94–89   | Orlando Magic |                                         |  |
|                       |                 |         |               |                                         |  |
|                       |                 | Reporte |               | Pabellón: Amway Arena, Orlando, Florida |  |

| 11 de abril de 2007 | Orlando Magic | 99–104  | Detroit Pistons |                                                              |  |
|                     |               |         |                 |                                                              |  |
|                     |               | Reporte |                 | Pabellón: The Palace of Auburn Hills, Auburn Hills, Míchigan |  |

Ésta fue la tercera ocasión que se enfrentaron ambos equipos en un playoff, con una victoria para cada uno en los previos.
| 1996 | Detroit Pistons | 0–3 | Orlando Magic |                                           |
|      |                 |     |               |                                           |
|      |                 |     |               | Pabellón: 1.ª ronda Conferencia Este 1996 |

| 2003 | Detroit Pistons | 4–3 | Orlando Magic |                                                              |
|      |                 |     |               |                                                              |
|      |                 |     |               | Pabellón: 1.ª ronda Conferencia Este 2003 Eastern Conference |

Esta ronda suponía la vuelta de Orlando Magic a los playoffs después de cuatro temporadas aunque su camino en este playoff fue corto, debido a que Detroit Pistons pasó por encima de ellos ganándoles sin perder ningún encuentro. Los Pistons consiguieron una nueva clasificación ganando sin fallar, algo que no conseguían desde la primera ronda de los  playoffs de 1990 cuando ganaron a Indiana.

#### (4)Cleveland Cavaliersvs. (0)Washington Wizards
| 22 de abril                      | Washington Wizards                                                  | 82–97                                 | Cleveland Cavaliers                                             | |  |  |
| 12:30 p. m.                      | Parciales: 20–27, 21–21, 26–26, 15–23                               | Parciales: 20–27, 21–21, 26–26, 15–23 | Parciales: 20–27, 21–21, 26–26, 15–23                           | |  |  |
|                                  | Estadísticas Antawn Jamison 28 Antawn Jamison 14 Antonio Daniels 11 | Reporte Pts Reb Asts                  | Estadísticas Larry Hughes 27 Anderson Varejão 10 LeBron James 7 | Pabellón: Quicken Loans Arena, Cleveland Árbitros: Joe DeRosa, Luis Grillo, Tom Washington Televisión: TNT |  |  |
| Cavaliers lidera las series, 1-0 |                                                                     |                                       |                                                                 | |  |  |
|                                  |                                                                     |                                       |                                                                 | |  |  |

| 25 de abril                      | Washington Wizards                                                  | 102–109                               | Cleveland Cavaliers                                        | |  |  |
| 8:00 p. m.                       | Parciales: 23–23, 25–28, 15–24, 39–34                               | Parciales: 23–23, 25–28, 15–24, 39–34 | Parciales: 23–23, 25–28, 15–24, 39–34                      | |  |  |
|                                  | Estadísticas Antawn Jamison 31 Antawn Jamison 10 Antonio Daniels 11 | Reporte Pts Reb Asts                  | Estadísticas LeBron James 27 Drew Gooden 14 LeBron James 7 | Pabellón: Quicken Loans Arena, Cleveland Árbitros: Bernie Fryer, Derek Richardson, Greg Willard Televisión: NBA TV |  |  |
| Cavaliers lidera las series, 2-0 |                                                                     |                                       |                                                            | |  |  |
|                                  |                                                                     |                                       |                                                            | |  |  |

| 28 de abril                      | Cleveland Cavaliers                                        | 98–92                                 | Washington Wizards                                                  | |  |  |
| 5:30 p. m.                       | Parciales: 26–22, 35–22, 16–31, 21–17                      | Parciales: 26–22, 35–22, 16–31, 21–17 | Parciales: 26–22, 35–22, 16–31, 21–17                               | |  |  |
|                                  | Estadísticas LeBron James 30 Drew Gooden 12 LeBron James 9 | Reporte Pts Reb Asts                  | Estadísticas Antawn Jamison 38 Antawn Jamison 11 Antonio Daniels 13 | Pabellón: Verizon Center, Washington D. C. Árbitros: Steve Javie, Courtney Kirkland, Jack Nies Televisión: TNT |  |  |
| Cavaliers lidera las series, 3-0 |                                                            |                                       |                                                                     | |  |  |
|                                  |                                                            |                                       |                                                                     | |  |  |

| 30 de abril                  | Cleveland Cavaliers                                               | 97–90                                 | Washington Wizards                                                  | |  |  |
| 7:00 p. m.                   | Parciales: 22–23, 22–24, 22–20, 31–23                             | Parciales: 22–23, 22–24, 22–20, 31–23 | Parciales: 22–23, 22–24, 22–20, 31–23                               | |  |  |
|                              | Estadísticas LeBron James 31 Žydrūnas Ilgauskas 19 LeBron James 7 | Reporte Pts Reb Asts                  | Estadísticas Antawn Jamison 31 Antonio Daniels 6 Antonio Daniels 12 | Pabellón: Verizon Center, Washington D. C. Árbitros: Sean Corbin, Joe Forte, Bennett Salvatore Televisión: NBA TV |  |  |
| Cleveland ganó la serie, 4–0 |                                                                   |                                       |                                                                     | |  |  |
|                              |                                                                   |                                       |                                                                     | |  |  |

| 1 de noviembre de 2006 | Washington Wizards | 94–97   | Cleveland Cavaliers |                                                |  |
|                        |                    |         |                     |                                                |  |
|                        |                    | Reporte |                     | Pabellón: Quicken Loans Arena, Cleveland, Ohio |  |

| 18 de noviembre de 2006 | Cleveland Cavaliers | 99–111  | Washington Wizards |                                            |  |
|                         |                     |         |                    |                                            |  |
|                         |                     | Reporte |                    | Pabellón: Verizon Center, Washington D. C. |  |

| 6 de abril de 2007 | Cleveland Cavaliers | 99–94   | Washington Wizards |                                            |  |
|                    |                     |         |                    |                                            |  |
|                    |                     | Reporte |                    | Pabellón: Verizon Center, Washington D. C. |  |

Este fue el cuarto enfrentamiento entre ambos equipos en un playoff, con los Cavaliers saliendo ganadores en dos de las tres primeras ocasiones.
| 1976 | Cleveland Cavaliers | 4–3 | Washington Bullets |                                             |
|      |                     |     |                    |                                             |
|      |                     |     |                    | Pabellón: Semifinales Conferencie Este 1976 |

| 1977 | Cleveland Cavaliers | 1–2 | Washington Bullets |                                           |
|      |                     |     |                    |                                           |
|      |                     |     |                    | Pabellón: 1.ª ronda Conferencia Este 1977 |

| 2006 | Cleveland Cavaliers | 4–2 | Washington Wizards |                                           |
|      |                     |     |                    |                                           |
|      |                     |     |                    | Pabellón: 1.ª ronda Conferencia Este 2006 |

Un partido que se vovía a repetir al igual que el año pasado, se vio empañado por las lesiones de  Gilbert Arenas y Caron Butler que sufrieron al final de la temporada regular. Sin Arenas y sin Butler, los Wizards fueron incapaces de parar a los Cleveland Cavaliers liderados por LeBron James. Esta fue la primera vez que Cleveland conseguía pasar una ronda de playoff sin perder ningún partido.

#### (2)Toronto Raptorsvs. (4)New Jersey Nets
| 21 de abril                 | New Jersey Nets                                               | 96–91                                 | Toronto Raptors                                                   | |  |  |
| 12:30 p. m.                 | Parciales: 23–22, 28–19, 27–24, 18–26                         | Parciales: 23–22, 28–19, 27–24, 18–26 | Parciales: 23–22, 28–19, 27–24, 18–26                             | |  |  |
|                             | Estadísticas Richard Jefferson 28 Jason Kidd 10 Jason Kidd 15 | Reporte Pts Reb Asts                  | Estadísticas Chris Bosh 22 Radoslav Nesterović 10 José Calderón 8 | Pabellón: Air Canada Centre, Toronto Árbitros: Steve Javie, Scott Wall, Greg Willard Televisión: ESPN |  |  |
| Nets lidera las series, 1-0 |                                                               |                                       |                                                                   | |  |  |
|                             |                                                               |                                       |                                                                   | |  |  |

| 24 de abril           | New Jersey Nets                                                    | 83–89                                 | Toronto Raptors                                           | |  |  |
| 7:00 p. m.            | Parciales: 12–14, 24–19, 27–25, 20–31                              | Parciales: 12–14, 24–19, 27–25, 20–31 | Parciales: 12–14, 24–19, 27–25, 20–31                     | |  |  |
|                       | Estadísticas Vince Carter 19 Carter, Kidd 11 cada uno Jason Kidd 7 | Reporte Pts Reb Asts                  | Estadísticas Anthony Parker 26 Chris Bosh 13 T. J. Ford 6 | Pabellón: Air Canada Centre, Toronto Árbitros: Tony Brothers, Joe DeRosa, Scott Foster Televisión: NBA TV |  |  |
| Series empatadas, 1-1 |                                                                    |                                       |                                                           | |  |  |
|                       |                                                                    |                                       |                                                           | |  |  |

| 27 de abril                 | Toronto Raptors                                       | 89–102                                | New Jersey Nets                                          | |  |  |
| 7:00 p. m.                  | Parciales: 19–31, 20–27, 29–21, 21–23                 | Parciales: 19–31, 20–27, 29–21, 21–23 | Parciales: 19–31, 20–27, 29–21, 21–23                    | |  |  |
|                             | Estadísticas T. J. Ford 27 Chris Bosh 11 T. J. Ford 8 | Reporte Pts Reb Asts                  | Estadísticas Vince Carter 37 Jason Kidd 16 Jason Kidd 19 | Pabellón: CA Arena, East Rutherford Árbitros: Bernie Fryer, Tom Washington, Mark Wunderlich Televisión: ESPN2 |  |  |
| Nets lidera las series, 2-1 |                                                       |                                       |                                                          | |  |  |
|                             |                                                       |                                       |                                                          | |  |  |

| 29 de abril                 | Toronto Raptors                                            | 81–102                                | New Jersey Nets                                         | |  |  |
| 7:30 p. m.                  | Parciales: 15–32, 22–24, 19–30, 25–16                      | Parciales: 15–32, 22–24, 19–30, 25–16 | Parciales: 15–32, 22–24, 19–30, 25–16                   | |  |  |
|                             | Estadísticas Andrea Bargnani 16 Chris Bosh 10 T. J. Ford 5 | Reporte Pts Reb Asts                  | Estadísticas Vince Carter 27 Jason Kidd 8 Jason Kidd 13 | Pabellón: CA Arena, East Rutherford Árbitros: Dick Bavetta, David Jones, Ken Mauer Televisión: TNT |  |  |
| Nets lidera las series, 3-1 |                                                            |                                       |                                                         | |  |  |
|                             |                                                            |                                       |                                                         | |  |  |

| 1 de mayo                   | New Jersey Nets                                           | 96–98                                 | Toronto Raptors                                              | |  |  |
| 7:00 p. m.                  | Parciales: 13–33, 29–26, 25–20, 29–19                     | Parciales: 13–33, 29–26, 25–20, 29–19 | Parciales: 13–33, 29–26, 25–20, 29–19                        | |  |  |
|                             | Estadísticas Vince Carter 30 Mikki Moore 10 Jason Kidd 10 | Reporte Pts Reb Asts                  | Estadísticas José Calderón 25 Joey Graham 10 José Calderón 8 | Pabellón: Air Canada Centre, Toronto Árbitros: Mike Callahan, Bob Delaney, Monty McCutchen Televisión: TNT |  |  |
| Nets lidera las series, 3-2 |                                                           |                                       |                                                              | |  |  |
|                             |                                                           |                                       |                                                              | |  |  |

| 4 de mayo                     | Toronto Raptors                                           | 97–98                                 | New Jersey Nets                                                        | |  |  |
| 8:00 p. m.                    | Parciales: 21–21, 25–22, 22–32, 29–23                     | Parciales: 21–21, 25–22, 22–32, 29–23 | Parciales: 21–21, 25–22, 22–32, 29–23                                  | |  |  |
|                               | Estadísticas Chris Bosh 23 Morris Peterson 8 Chris Bosh 9 | Reporte Pts Reb Asts                  | Estadísticas Richard Jefferson 24 Kidd, Moore 8 cada uno Jason Kidd 15 | Pabellón: CA Arena, East Rutherford Árbitros: Jim Clark, Dan Crawford, Tim Donaghy Televisión: ESPN |  |  |
| New Jersey ganó la serie, 4–2 |                                                           |                                       |                                                                        | |  |  |
|                               |                                                           |                                       |                                                                        | |  |  |

| 1 de noviembre de 2006 | Toronto Raptors | 92–102  | New Jersey Nets |                                                                   |  |
|                        |                 |         |                 |                                                                   |  |
|                        |                 | Reporte |                 | Pabellón: Continental Airlines Arena, East Rutherford, New Jersey |  |

| 15 de diciembre de 2006 | New Jersey Nets | 78–90   | Toronto Raptors |                                               |  |
|                         |                 |         |                 |                                               |  |
|                         |                 | Reporte |                 | Pabellón: Air Canada Centre, Toronto, Ontario |  |

| 9 de enero de 2007 | Toronto Raptors | 86–101  | New Jersey Nets |                                                                   |  |
|                    |                 |         |                 |                                                                   |  |
|                    |                 | Reporte |                 | Pabellón: Continental Airlines Arena, East Rutherford, New Jersey |  |

| 14 de febrero de 2007 | New Jersey Nets | 109–120 | Toronto Raptors |                                               |  |
|                       |                 |         |                 |                                               |  |
|                       |                 | Reporte |                 | Pabellón: Air Canada Centre, Toronto, Ontario |  |

Ésta fue la primera vez que se enfrentaron los Nets y los Raptors en una eliminatoria de playoffs.
Los Nets ganaron la primera ronda de los playoffs en su sexta aparición en los playoffs de la NBA. Esta serie fue la única de la Conferencia Este en la que el equipo eliminado ganó algún partido.

#### (0)Miami Heatvs. (4)Chicago Bulls
| 21 de abril                  | Miami Heat                                                                       | 91–96                                 | Chicago Bulls                                          | |  |  |
| 2:00 p. m.                   | Parciales: 28–27, 18–22, 16–23, 29–24                                            | Parciales: 28–27, 18–22, 16–23, 29–24 | Parciales: 28–27, 18–22, 16–23, 29–24                  | |  |  |
|                              | Estadísticas Dwyane Wade 21 O'Neal, Haslem 6 cada uno Cinco jugadores 3 cada uno | Reporte Pts Reb Asts                  | Estadísticas Luol Deng 33 Ben Wallace 14 Ben Gordon 11 | Pabellón: United Center, Chicago Árbitros: Monty McCutchen, Eddie Rush, Michael Smith Televisión: ABC |  |  |
| Bulls lidera las series, 1-0 |                                                                                  |                                       |                                                        | |  |  |
|                              |                                                                                  |                                       |                                                        | |  |  |

| 24 de abril                  | Miami Heat                                                         | 89–107                                | Chicago Bulls                                          |                                                                                                |  |  |
| 7:00 p. m.                   | Parciales: 21–31, 31–24, 19–30, 18–22                              | Parciales: 21–31, 31–24, 19–30, 18–22 | Parciales: 21–31, 31–24, 19–30, 18–22                  |                                                                                                |  |  |
|                              | Estadísticas Dwyane Wade 21 O'Neal, Posey 8 cada uno Dwyane Wade 7 | Reporte Pts Reb Asts                  | Estadísticas Ben Gordon 27 Ben Gordon 7 Kirk Hinrich 8 | Pabellón: United Center, Chicago Árbitros: Luis Grillo, Steve Javie, Ken Mauer Televisión: TNT |  |  |
| Bulls lidera las series, 2-0 |                                                                    |                                       |                                                        |                                                                                                |  |  |
|                              |                                                                    |                                       |                                                        |                                                                                                |  |  |

| 27 de abril                  | Chicago Bulls                                          | 104–96                                | Miami Heat                                                    | |  |  |
| 8:00 p. m.                   | Parciales: 29–23, 16–29, 27–24, 32–20                  | Parciales: 29–23, 16–29, 27–24, 32–20 | Parciales: 29–23, 16–29, 27–24, 32–20                         | |  |  |
|                              | Estadísticas Ben Gordon 27 Luol Deng 11 Kirk Hinrich 6 | Reporte Pts Reb Asts                  | Estadísticas Dwyane Wade 28 Shaquille O'Neal 13 Dwyane Wade 5 | Pabellón: AmericanAirlines Arena, Miami Árbitros: Luis Grillo, Steve Javie, Ken Mauer Televisión: ESPN |  |  |
| Bulls lidera las series, 3-0 |                                                        |                                       |                                                               | |  |  |
|                              |                                                        |                                       |                                                               | |  |  |

| 29 de abril                | Chicago Bulls                                                      | 92–79                                 | Miami Heat                                                | |  |  |
| 1:00 p. m.                 | Parciales: 23–28, 21–20, 24–16, 24–15                              | Parciales: 23–28, 21–20, 24–16, 24–15 | Parciales: 23–28, 21–20, 24–16, 24–15                     | |  |  |
|                            | Estadísticas Ben Gordon 24 Luol Deng 12 Gordon, Hinrich 4 cada uno | Reporte Pts Reb Asts                  | Estadísticas Dwyane Wade 24 James Posey 18 Dwyane Wade 10 | Pabellón: AmericanAirlines Arena, Miami Árbitros: Bernie Fryer, Tom Washington, Mark Wunderlich Televisión: ABC |  |  |
| Chicago ganó la serie, 4–0 |                                                                    |                                       |                                                           | |  |  |
|                            |                                                                    |                                       |                                                           | |  |  |

| 31 de octubre de 2006 | Chicago Bulls | 108–66  | Miami Heat |                                          |  |
|                       |               |         |            |                                          |  |
|                       |               | Reporte |            | Pabellón: American Airlines Arena, Miami |  |

| 27 de diciembre de 2006 | Miami Heat | 103–109 | Chicago Bulls |                                            |  |
|                         |            |         |               |                                            |  |
|                         |            | Reporte |               | Pabellón: United Center, Chicago, Illinois |  |

| 27 de enero de 2007 | Miami Heat | 97–100  | Chicago Bulls |                                            |  |
|                     |            |         |               |                                            |  |
|                     |            | Reporte |               | Pabellón: United Center, Chicago, Illinois |  |

| 7 de marzo de 2007 | Chicago Bulls | 70–103  | Miami Heat |                                          |  |
|                    |               |         |            |                                          |  |
|                    |               | Reporte |            | Pabellón: American Airlines Arena, Miami |  |

This was the fifth playoff meeting between these two teams, with the Bulls winning three of the first four meetings.
| 1992 | Chicago Bulls | 3–0 | Miami Heat |                                           |
|      |               |     |            |                                           |
|      |               |     |            | Pabellón: 1.ª ronda Conferencia Este 1992 |

| 1996 | Chicago Bulls | 3–0 | Miami Heat |                                           |
|      |               |     |            |                                           |
|      |               |     |            | Pabellón: 1.ª ronda Conferencia Este 1996 |

| 1997 | Chicago Bulls | 4–1 | Miami Heat |                                         |
|      |               |     |            |                                         |
|      |               |     |            | Pabellón: Finales Conferencia Este 1997 |

| 2006 | Chicago Bulls | 2–4 | Miami Heat |                                           |
|      |               |     |            |                                           |
|      |               |     |            | Pabellón: 1.ª ronda Conferencia Este 2006 |

Los Bulls ganaron su primera serie de playoff desde que en 1998 consiguieron ganar el título, y desde la "retirada" (no sería la definitiva) de Michael Jordan. Por otra parte, Miami se convirtió en el primer equipo desde 1957 que defendiendo el título de campeón de liga es eliminado sin ganar ningún partido. El cuarto partido se convirtió en el último de la carrera de Gary Payton.
También parece interesante que tanto Miami, Washington y Orlando fueron todos barridos por equipos de la división central (0-12) (Chicago, Cleveland y Detroit).

### Semifinales de Conferencia

#### (1)Detroit Pistonsvs. (5)Chicago Bulls
| 5 de mayo                             | Chicago Bulls                                                        | 69–95                | Detroit Pistons                                                                | |  |  |
|                                       | Parciales: 23–29, 18–25, 16–16, 12–25                                |                      |                                                                                | |  |  |
|                                       | Estadísticas Luol Deng 18 B. Wallace, Deng 8 cada uno Kirk Hinrich 6 | Reporte Pts Reb Asts | Estadísticas Hamilton, Billups 20 cada uno Antonio McDyess 10 Lindsey Hunter 6 | Pabellón: The Palace of Auburn Hills, Detroit Árbitros: Tony Brothers, Joe DeRosa, Bennett Salvatore Televisión: TNT |  |  |
| Detroit lidera la serie la serie, 1-0 |                                                                      |                      |                                                                                | |  |  |
|                                       |                                                                      |                      |                                                                                | |  |  |

| 7 de mayo                             | Chicago Bulls                                             | 87–108               | Detroit Pistons                                                        | |  |  |
|                                       | Parciales: 18–34, 25–24, 19–25, 25–25                     |                      |                                                                        | |  |  |
|                                       | Estadísticas Tyrus Thomas 18 Ben Wallace 7 Kirk Hinrich 7 | Reporte Pts Reb Asts | Estadísticas Tayshaun Prince 25 Richard Hamilton 9 Chauncey Billups 10 | Pabellón: The Palace of Auburn Hills, Detroit Árbitros: Dick Bavetta, Joe Forte, Leon Wood Televisión: TNT |  |  |
| Detroit lidera la serie la serie, 2-0 |                                                           |                      |                                                                        | |  |  |
|                                       |                                                           |                      |                                                                        | |  |  |

| 10 de mayo                            | Detroit Pistons                                                                   | 81–74                | Chicago Bulls                                         | |  |  |
|                                       | Parciales: 18–20, 10–24, 32–17, 21–13                                             |                      |                                                       | |  |  |
|                                       | Estadísticas Tayshaun Prince 23 Prince, R. Wallace 11 cada uno Chauncey Billups 7 | Reporte Pts Reb Asts | Estadísticas Luol Deng 21 Luol Deng 14 Kirk Hinrich 7 | Pabellón: United Center, Chicago Árbitros: Bernie Fryer, Ron Garretson, Tom Washington Televisión: ESPN |  |  |
| Detroit lidera la serie la serie, 3-0 |                                                                                   |                      |                                                       | |  |  |
|                                       |                                                                                   |                      |                                                       | |  |  |

| 13 de mayo                            | Detroit Pistons                                                       | 87–102               | Chicago Bulls                                            | |  |  |
|                                       | Parciales: 19–27, 24–23, 13–27, 31–25                                 |                      |                                                          | |  |  |
|                                       | Estadísticas Chauncey Billups 23 Antonio McDyess 8 Chauncey Billups 8 | Reporte Pts Reb Asts | Estadísticas Luol Deng 25 Ben Wallace 17 Kirk Hinrich 10 | Pabellón: United Center, Chicago Árbitros: Dan Crawford, Ken Mauer, Monty McCutchen Televisión: ABC |  |  |
| Detroit lidera la serie la serie, 3-1 |                                                                       |                      |                                                          | |  |  |
|                                       |                                                                       |                      |                                                          | |  |  |

| 15 de mayo                            | Chicago Bulls                                            | 108–92               | Detroit Pistons                                                    | |  |  |
|                                       | Parciales: 31–25, 28–26, 33–20, 16–21                    |                      |                                                                    | |  |  |
|                                       | Estadísticas Ben Gordon 28 P. J. Brown 8 Kirk Hinrich 13 | Reporte Pts Reb Asts | Estadísticas Chauncey Billups 17 Chris Webber 8 Chauncey Billups 6 | Pabellón: The Palace of Auburn Hills, Detroit Árbitros: Jim Clark, Luis Grillo, Eddie Rush Televisión: TNT |  |  |
| Detroit lidera la serie la serie, 3-2 |                                                          |                      |                                                                    | |  |  |
|                                       |                                                          |                      |                                                                    | |  |  |

| 17 de mayo                 | Detroit Pistons                                                        | 95–85                | Chicago Bulls                                             | |  |  |
|                            | Parciales: 28–23, 15–25, 31–21, 21–16                                  |                      |                                                           | |  |  |
|                            | Estadísticas Richard Hamilton 23 Rasheed Wallace 13 Chauncey Billups 7 | Reporte Pts Reb Asts | Estadísticas P. J. Brown 20 Ben Wallace 7 Kirk Hinrich 11 | Pabellón: United Center, Chicago Árbitros: Sean Corbin, Jack Nies, Bennett Salvatore Televisión: ESPN |  |  |
| Detroit ganó la serie, 4–2 |                                                                        |                      |                                                           | |  |  |
|                            |                                                                        |                      |                                                           | |  |  |

En una renovación de la rivalidad de finales de los 80 y comienzos de los 90, los Chicago Bulls y los Detroit Pistons se volvieron a cruzar de nuevo, en esta serie se enfrentaría Ben Wallace con sus antiguos compañeros de equipo. La serie comenzó de cara para los Pistons ganando los dos primeros partidos con una diferencia de más de 20 puntos, seguidos de una victoria más moderada por 7 puntos de diferencia. En todos estos tres partidos los Bulls se vieron totalmente fuera del partido ante el equipo de Detroit. Las expectativas eran bajas para los Bulls ya que ningún equipo de la NBA ha conseguido remontar un 3-0 en contra.  (Esto sólo ha sucedido tres veces en la historia del deporte Toronto Maple Leafs 1942, New York Islanders 1975 y los 2004 Boston Red Sox).
A pesar de esta estadística los Bulls comenzaron una remontada, ganando dos partidos en los cuales superó la centena de puntos, pero esta remontada fue cortada en el sexto partido, y así los Pistons avanzaban a las finales de la Conferencia Este.

#### (2)Cleveland Cavaliersvs. (6)New Jersey Nets
| 6 de mayo                               | New Jersey Nets                                           | 77–81                | Cleveland Cavaliers                                                       | |  |  |
|                                         | Parciales: 20–23, 21–20, 18–16, 18–22                     |                      |                                                                           | |  |  |
|                                         | Estadísticas Vince Carter 21 Vince Carter 13 Jason Kidd 9 | Reporte Pts Reb Asts | Estadísticas LeBron James 21 Gooden, Ilgauskas 14 cada uno LeBron James 7 | Pabellón: Quicken Loans Arena, Cleveland Árbitros: Luis Grillo, Steve Javie, Jack Nies Televisión: ABC |  |  |
| Cleveland lidera la serie la serie, 1-0 |                                                           |                      |                                                                           | |  |  |
|                                         |                                                           |                      |                                                                           | |  |  |

| 8 de mayo                               | New Jersey Nets                                         | 92–102               | Cleveland Cavaliers                                         | |  |  |
|                                         | Parciales: 28–24, 17–24, 28–26, 19–28                   |                      |                                                             | |  |  |
|                                         | Estadísticas Vince Carter 26 Jason Kidd 10 Jason Kidd 8 | Reporte Pts Reb Asts | Estadísticas LeBron James 36 Drew Gooden 14 LeBron James 12 | Pabellón: Quicken Loans Arena, Cleveland Árbitros: Ken Mauer, Bennett Salvatore, Michael Smith Televisión: TNT |  |  |
| Cleveland lidera la serie la serie, 2-0 |                                                         |                      |                                                             | |  |  |
|                                         |                                                         |                      |                                                             | |  |  |

| May 12                                  | Cleveland Cavaliers                                               | 85–96          | New Jersey Nets                                                              | |  |  |
|                                         | Parciales: 15–22, 28–23, 21–28, 21–23                             |                |                                                                              | |  |  |
|                                         | Estadísticas Larry Hughes 23 Žydrūnas Ilgauskas 8 LeBron James 12 | 3 Pts Reb Asts | Estadísticas Jefferson, Kidd, Carter 23 cada uno Jason Kidd 13 Jason Kidd 14 | Pabellón: CA Arena, East Rutherford Árbitros: Scott Foster, Bernie Fryer, Ron Garretson Televisión: ESPN |  |  |
| Cleveland lidera la serie la serie, 2-1 |                                                                   |                |                                                                              | |  |  |
|                                         |                                                                   |                |                                                                              | |  |  |

| 14 de mayo                              | Cleveland Cavaliers                                               | 87–85          | New Jersey Nets                                                     | |  |  |
|                                         | Parciales: 19–20, 23–26, 29–23, 16–16                             |                |                                                                     | |  |  |
|                                         | Estadísticas LeBron James 30 Žydrūnas Ilgauskas 11 LeBron James 7 | 4 Pts Reb Asts | Estadísticas Carter, Moore 25 cada uno Jason Kidd 17 Vince Carter 9 | Pabellón: CA Arena, East Rutherford Árbitros: Dick Bavetta, Joe Forte, Mark Wunderlich Televisión: TNT |  |  |
| Cleveland lidera la serie la serie, 3-1 |                                                                   |                |                                                                     | |  |  |
|                                         |                                                                   |                |                                                                     | |  |  |

| 16 de mayo                              | New Jersey Nets                                         | 83–72                | Cleveland Cavaliers                                        | |  |  |
|                                         | Parciales: 24–18, 23–21, 30–20, 6–13                    |                      |                                                            | |  |  |
|                                         | Estadísticas Jason Kidd 20 Jason Kidd 9 Vince Carter 10 | Reporte Pts Reb Asts | Estadísticas LeBron James 20 LeBron James 9 LeBron James 5 | Pabellón: Quicken Loans Arena, Cleveland Árbitros: Mike Callahan, Dan Crawford, Bob Delaney Televisión: TNT |  |  |
| Cleveland lidera la serie la serie, 3-2 |                                                         |                      |                                                            | |  |  |
|                                         |                                                         |                      |                                                            | |  |  |

| 18 de mayo                   | Cleveland Cavaliers                                        | 88–72                | New Jersey Nets                                       |                                                                                                  |  |  |
|                              | Parciales: 32–15, 21–23, 8–22, 27–12                       |                      |                                                       |                                                                                                  |  |  |
|                              | Estadísticas LeBron James 23 LeBron James 8 LeBron James 8 | Reporte Pts Reb Asts | Estadísticas Jason Kidd 19 Jason Kidd 12 Jason Kidd 8 | Pabellón: CA Arena, East Rutherford Árbitros: Jim Clark, Joe DeRosa, Eddie Rush Televisión: ESPN |  |  |
| Cleveland ganó la serie, 4–2 |                                                            |                      |                                                       |                                                                                                  |  |  |
|                              |                                                            |                      |                                                       |                                                                                                  |  |  |

Los Cavaliers avanzaron hacia las finales de la Conferencia Este por primera vez desde 1992, mientras que los Nets perdían de nuevo en las semifinales de conferencia, lo que sería la tercera vez en los últimos cuatro años.
Sin embargo el base Jason Kidd de los New Jersey Nets consiguió un triple-doble de promedio,  con 14.6 puntos por partido, 10.9 rebotes por partido y 10.9 asistendias por partido.

### Final de Conferencia: (1)Detroit Pistonsvs. (2)Cleveland Cavaliers
| 21 de mayo                     | Cleveland Cavaliers                                                     | 76–79                | Detroit Pistons                                                       | |  |  |
|                                | Parciales: 24–19, 17–16, 14–21, 21–23                                   |                      |                                                                       | |  |  |
|                                | Estadísticas Žydrūnas Ilgauskas 22 Žydrūnas Ilgauskas 13 LeBron James 9 | Reporte Pts Reb Asts | Estadísticas Richard Hamilton 24 Rasheed Wallace 12 Tayshaun Prince 9 | Pabellón: The Palace of Auburn Hills, Detroit Árbitros: Steve Javie, Ken Mauer, Greg Willard Televisión: TNT |  |  |
| Pistons lidera las series, 1-0 |                                                                         |                      |                                                                       | |  |  |
|                                |                                                                         |                      |                                                                       | |  |  |

| 24 de mayo                     | Cleveland Cavaliers                                             | 76–79                | Detroit Pistons                                                       | |  |  |
|                                | Parciales: 16–20, 34–18, 13–22, 13–19                           |                      |                                                                       | |  |  |
|                                | Estadísticas LeBron James 19 Anderson Varejão 14 LeBron James 7 | Reporte Pts Reb Asts | Estadísticas Rasheed Wallace 16 Rasheed Wallace 11 Chauncey Billups 6 | Pabellón: The Palace of Auburn Hills, Detroit Árbitros: Jim Clark, Bernie Fryer, Mark Wunderlich Televisión: TNT |  |  |
| Pistons lidera las series, 2-0 |                                                                 |                      |                                                                       | |  |  |
|                                |                                                                 |                      |                                                                       | |  |  |

| 27 de mayo                     | Detroit Pistons                                                                      | 82–88                | Cleveland Cavaliers                                        | |  |  |
|                                | Parciales: 22–22, 21–24, 20–16, 19–26                                                |                      |                                                            | |  |  |
|                                | Estadísticas Rasheed Wallace 16 Antonio McDyess 9 Billups, Webber, Murray 3 cada uno | Reporte Pts Reb Asts | Estadísticas LeBron James 32 LeBron James 9 LeBron James 9 | Pabellón: Quicken Loans Arena, Cleveland Árbitros: Dick Bavetta, Scott Foster, Tom Washington Televisión: TNT |  |  |
| Pistons lidera las series, 2-1 |                                                                                      |                      |                                                            | |  |  |
|                                |                                                                                      |                      |                                                            | |  |  |

| 29 de mayo            | Detroit Pistons                                                       | 87–91                | Cleveland Cavaliers                                        | |  |  |
|                       | Parciales: 22–26, 21–24, 24–15, 20–26                                 |                      |                                                            | |  |  |
|                       | Estadísticas Chauncey Billups 23 Chauncey Billups 9 Tayshaun Prince 4 | Reporte Pts Reb Asts | Estadísticas LeBron James 25 Drew Gooden 8 LeBron James 11 | Pabellón: Quicken Loans Arena, Cleveland Árbitros: Mike Callahan, Dan Crawford, Joe Forte Televisión: TNT |  |  |
| Series empatadas, 2–2 |                                                                       |                      |                                                            | |  |  |
|                       |                                                                       |                      |                                                            | |  |  |

| 31 de mayo                       | Cleveland Cavaliers                                               | 109–107 (2TE)        | Detroit Pistons                                                       | |  |  |
|                                  | Parciales: 23–29, 28–23, 19–18, 21–21 (T.E.: 9–9, 9–7)            |                      |                                                                       | |  |  |
|                                  | Estadísticas LeBron James 48 Žydrūnas Ilgauskas 16 LeBron James 7 | Reporte Pts Reb Asts | Estadísticas Richard Hamilton 26 Tayshaun Prince 9 Richard Hamilton 5 | Pabellón: The Palace of Auburn Hills, Detroit Árbitros: Bob Delaney, Ron Garretson, Bennett Salvatore Televisión: TNT |  |  |
| Cavaliers lidera las series, 3–2 |                                                                   |                      |                                                                       | |  |  |
|                                  |                                                                   |                      |                                                                       | |  |  |

| 2 de junio                  | Detroit Pistons                                                                       | 82–98                | Cleveland Cavaliers                                          | |  |  |
|                             | Parciales: 21–27, 27–21, 18–19, 16–31                                                 |                      |                                                              | |  |  |
|                             | Estadísticas Richard Hamilton 29 Prince, Webber, McDyess 6 cada uno Tayshaun Prince 6 | Reporte Pts Reb Asts | Estadísticas Daniel Gibson 31 LeBron James 14 LeBron James 8 | Pabellón: Quicken Loans Arena, Cleveland Árbitros: Joe DeRosa, Jack Nies, Eddie Rush Televisión: TNT |  |  |
| Cleveland ganó la serie 4-2 |                                                                                       |                      |                                                              | |  |  |
|                             |                                                                                       |                      |                                                              | |  |  |

Esta serie suponía un reencuentro después de que Detroit venciera el año pasado en semifinales de conferencia a Cleveland con un resultado final de 4 - 3, y a pesar de que en esta serie se jugó un partido menos, todos los encuentros estuvieron realmente igualados. Los Pistons comenzaron ganando los dos únicos partidos que iban a ganar, ambos sorprendentemente con el mismo resultado, 76-79 a su favor. 
Después de un flojo primer partido de LeBron James, los Cavaliers volvieron a dar la sorpresa en los playoffs ganando el tercer y cuarto partido disputado en su casa. Detroit recuperaba entonces la ventaja de campo, pero un quinto partido muy duro que llegó a tener dos prórrogas hizo que la balanza se decantase por los Cavs, encuentro en el que LeBron James consiguió su récord personal en anotación llegando a conseguir 48 puntos. James consiguió los 25 últimos puntos de su equipo, 18 de los cuales anotó en el tiempo extra.
Finalmente los Cavaliers ganaron el último partido, en el que destacó el rookie Daniel Gibson anotando 31 puntos.

## Conferencia Oeste

### Primera Ronda

#### (1)Dallas Mavericksvs. (8)Golden State Warriors
| 22 de abril                     | Golden State Warriors                                    | 97–85                                 | Dallas Mavericks                                           | |  |  |
| 8:30 p. m.                      | Parciales: 23–17, 15–21, 34–28, 25–19                    | Parciales: 23–17, 15–21, 34–28, 25–19 | Parciales: 23–17, 15–21, 34–28, 25–19                      | |  |  |
|                                 | Estadísticas Baron Davis 33 Baron Davis 14 Baron Davis 8 | Reporte Pts Reb Asts                  | Estadísticas Josh Howard 21 Josh Howard 13 Dirk Nowitzki 4 | Pabellón: American Airlines Center, Dallas Árbitros: Dick Bavetta, Mike Callahan, Bill Kennedy Televisión: TNT |  |  |
| Warriors lidera las series, 1-0 |                                                          |                                       |                                                            | |  |  |
|                                 |                                                          |                                       |                                                            | |  |  |

| 25 de abril           | Golden State Warriors                                                  | 99–112                                | Dallas Mavericks                                                         | |  |  |
| 8:30 p. m.            | Parciales: 30–28, 22–26, 22–33, 25–25                                  | Parciales: 30–28, 22–26, 22–33, 25–25 | Parciales: 30–28, 22–26, 22–33, 25–25                                    | |  |  |
|                       | Estadísticas Stephen Jackson 30 Jason Richardson 10 Jason Richardson 3 | 2 Pts Reb Asts                        | Estadísticas Jason Terry 28 Josh Howard 11 Harris, Stackhouse 4 cada uno | Pabellón: American Airlines Center, Dallas Árbitros: James Capers, Sean Corbin, Bennett Salvatore Televisión: TNT |  |  |
| Series empatadas, 1-1 |                                                                        |                                       |                                                                          | |  |  |
|                       |                                                                        |                                       |                                                                          | |  |  |

| 27 de abril                     | Dallas Mavericks                                                                    | 91–109                                | Golden State Warriors                                                 |                                                                                                 |  |  |
| 7:30 p. m.                      | Parciales: 20–29, 28–32, 23–28, 20–20                                               | Parciales: 20–29, 28–32, 23–28, 20–20 | Parciales: 20–29, 28–32, 23–28, 20–20                                 |                                                                                                 |  |  |
|                                 | Estadísticas Nowitzki, Howard 20 cada uno Dirk Nowitzki 12 Terry, Harris 5 cada uno | Reporte Pts Reb Asts                  | Estadísticas Jason Richardson 30 Andris Biedriņš 10 Stephen Jackson 6 | Pabellón: Oracle Arena, Oakland Árbitros: Dan Crawford, Tim Donaghy, Joe Forte Televisión: ESPN |  |  |
| Warriors lidera las series, 2-1 |                                                                                     |                                       |                                                                       |                                                                                                 |  |  |
|                                 |                                                                                     |                                       |                                                                       |                                                                                                 |  |  |

| 29 de abril                     | Dallas Mavericks                                             | 99–103                                | Golden State Warriors                                   | |  |  |
| 7:00 p. m.                      | Parciales: 27–21, 22–28, 28–28, 22–26                        | Parciales: 27–21, 22–28, 28–28, 22–26 | Parciales: 27–21, 22–28, 28–28, 22–26                   | |  |  |
|                                 | Estadísticas Dirk Nowitzki 23 Dirk Nowitzki 15 Jason Terry 5 | Reporte Pts Reb Asts                  | Estadísticas Baron Davis 33 Baron Davis 8 Baron Davis 4 | Pabellón: Oracle Arena, Oakland Árbitros: Joe DeRosa, Michael Smith, Derrick Stafford Televisión: TNT |  |  |
| Warriors lidera las series, 3-1 |                                                              |                                       |                                                         | |  |  |
|                                 |                                                              |                                       |                                                         | |  |  |

| 1 de mayo                       | Golden State Warriors                                        | 112–118                               | Dallas Mavericks                                              | |  |  |
| 8:30 p. m.                      | Parciales: 28–38, 27–24, 32–28, 25–28                        | Parciales: 28–38, 27–24, 32–28, 25–28 | Parciales: 28–38, 27–24, 32–28, 25–28                         | |  |  |
|                                 | Estadísticas Baron Davis 27 Mickaël Piétrus 10 Baron Davis 9 | Reporte Pts Reb Asts                  | Estadísticas Dirk Nowitzki 30 Dirk Nowitzki 12 Devin Harris 7 | Pabellón: American Airlines Center, Dallas Árbitros: Jim Clark, Bernie Fryer, Ken Mauer Televisión: TNT |  |  |
| Warriors lidera las series, 3-2 |                                                              |                                       |                                                               | |  |  |
|                                 |                                                              |                                       |                                                               | |  |  |

| 3 de mayo                       | Dallas Mavericks                                                            | 86–111               | Golden State Warriors                                            | |  |  |
|                                 | Parciales: 25–28, 23–22, 15–36, 23–25                                       |                      |                                                                  | |  |  |
|                                 | Estadísticas Howard, Stackhouse 20 cada uno Dirk Nowitzki 10 Devin Harris 9 | Reporte Pts Reb Asts | Estadísticas Stephen Jackson 33 Andris Biedriņš 12 Matt Barnes 7 | Pabellón: Oracle Arena, Oakland Árbitros: Ron Garretson, Steve Javie, Mark Wunderlich Televisión: TNT |  |  |
| Golden State ganó la serie, 4-2 |                                                                             |                      |                                                                  | |  |  |
|                                 |                                                                             |                      |                                                                  | |  |  |

Los Warriors se clasificaban por primera vez desde los playoffs de 1994, sin embargo se iban a enfrentar al mejor equipo en cuanto a balance de victorias derrotas de la liga regular consiguiendo uno de los mejores balances de la historia de la NBA con 67 victorias y 15 derrotas. Las expectativas de que esta iba a ser una serie corta cambiaron rápidamente cuando Golden State Warriors consiguió ganar el primer partido en el American Airlines Center liderados por Baron Davis. Los Mavericks empataron la serie ganando el segundo partido.
Pero cuando las series se trasladaron a Oakland, para los partidos 3 y 4 un nuevo factor inesperado surgió, la afición de los Warriors. El pabellón se llenó, registrando nuevos récords de asistencia en el Oracle Arena lo que elevó al equipo de casa a conseguir dos victorias consecutivas, la primera por 18 puntos de diferencia y una segunda mucho más ajustada con sólo cuatro puntos más que los Mavericks.
Cuando las series volvieron a Dallas, el mejor equipo clasificado volvía a jugar en casa con la esperanza de darle la vuelta a la eliminatoria y a pesar de que ganaron, el sexto partido fue definitivo, en este los Warriors consiguieron endosar un parcial de 18-0 en el tercer cuarto gracias a la aportación de Stephen Jackson, lo que supuso una diferencia demasiando grande para el equipo de Dirk Nowitzki.
De esta forma el vigente campeón y subcampeón, Dallas Mavericks y Miami Heat respectivamente, fueron eliminados en la primera ronda, algo que no sucedía desde 1956.

#### (2)Phoenix Sunsvs. (7)Los Angeles Lakers
| 22 de abril                 | Los Angeles Lakers                                      | 87–95                                 | Phoenix Suns                                                    |                                                                                                   |  |  |
| 12:00 p. m.                 | Parciales: 23–18, 25–21, 29–35, 10–21                   | Parciales: 23–18, 25–21, 29–35, 10–21 | Parciales: 23–18, 25–21, 29–35, 10–21                           |                                                                                                   |  |  |
|                             | Estadísticas Kobe Bryant 39 Lamar Odom 16 Luke Walton 6 | Reporte Pts Reb Asts                  | Estadísticas Amar'e Stoudemire 23 Shawn Marion 16 Steve Nash 10 | Pabellón: US Airways Center, Phoenix Árbitros: Bernie Fryer, Ken Mauer, Leon Wood Televisión: ABC |  |  |
| Suns lidera las series, 1-0 |                                                         |                                       |                                                                 |                                                                                                   |  |  |
|                             |                                                         |                                       |                                                                 |                                                                                                   |  |  |

| 24 de abril                 | Los Angeles Lakers                                        | 98–126                                | Phoenix Suns                                                  | |  |  |
| 7:30 p. m.                  | Parciales: 25–31, 22–37, 23–27, 28–31                     | Parciales: 25–31, 22–37, 23–27, 28–31 | Parciales: 25–31, 22–37, 23–27, 28–31                         | |  |  |
|                             | Estadísticas Kobe Bryant 15 Andrew Bynum 12 Kobe Bryant 5 | Reporte Pts Reb Asts                  | Estadísticas Leandro Barbosa 26 Shawn Marion 10 Steve Nash 14 | Pabellón: US Airways Center, Phoenix Árbitros: Dick Bavetta, Marc Davis, Joe Forte Televisión: TNT |  |  |
| Suns lidera las series, 2-0 |                                                           |                                       |                                                               | |  |  |
|                             |                                                           |                                       |                                                               | |  |  |

| 26 de abril                 | Phoenix Suns                                                         | 89–95                                 | Los Angeles Lakers                                      | |  |  |
| 7:30 p. m.                  | Parciales: 31–17, 20–31, 19–26, 19–21                                | Parciales: 31–17, 20–31, 19–26, 19–21 | Parciales: 31–17, 20–31, 19–26, 19–21                   | |  |  |
|                             | Estadísticas Amar'e Stoudemire 24 Amar'e Stoudemire 10 Steve Nash 13 | Reporte Pts Reb Asts                  | Estadísticas Kobe Bryant 45 Lamar Odom 16 Kobe Bryant 6 | Pabellón: Staples Center, Los Ángeles Árbitros: Mike Callahan, Bob Delaney, Derrick Stafford Televisión: TNT |  |  |
| Suns lidera las series, 2-1 |                                                                      |                                       |                                                         | |  |  |
|                             |                                                                      |                                       |                                                         | |  |  |

| 29 de abril                 | Phoenix Suns                                                         | 113–100                               | Los Angeles Lakers                                      | |  |  |
| 12:30 p. m.                 | Parciales: 33–28, 25–23, 27–20, 28–29                                | Parciales: 33–28, 25–23, 27–20, 28–29 | Parciales: 33–28, 25–23, 27–20, 28–29                   | |  |  |
|                             | Estadísticas Amar'e Stoudemire 27 Amar'e Stoudemire 21 Steve Nash 23 | Reporte Pts Reb Asts                  | Estadísticas Kobe Bryant 31 Lamar Odom 19 Kobe Bryant 9 | Pabellón: Staples Center, Los Ángeles Árbitros: Dan Crawford, Tim Donaghy, Ron Garretson Televisión: ABC |  |  |
| Suns lidera las series, 3-1 |                                                                      |                                       |                                                         | |  |  |
|                             |                                                                      |                                       |                                                         | |  |  |

| 2 de mayo                  | Los Angeles Lakers                                                           | 110–119              | Phoenix Suns                                                    | |  |  |
|                            | Parciales: 23–32, 29–32, 33–27, 25–28                                        |                      |                                                                 | |  |  |
|                            | Estadísticas Kobe Bryant 34 Odom, Turiaf 10 cada uno Odom, Farmar 2 cada uno | Reporte Pts Reb Asts | Estadísticas Shawn Marion 26 Amar'e Stoudemire 16 Steve Nash 10 | Pabellón: US Airways Center, Phoenix Árbitros: Scott Foster, Eddie Rush, Greg Willard Televisión: TNT |  |  |
| Phoenix ganó la serie, 4–1 |                                                                              |                      |                                                                 | |  |  |
|                            |                                                                              |                      |                                                                 | |  |  |

Kobe Bryant y Los Angeles Lakers se enfrentaron a los fuertes Phoenix Suns en un reencuentro que se produjo en el anterior playoff en primera ronda y que se decantó también por Phoenix con un resultado de 4 a 3 a favor de los de Arizona, pero al contrario que el año pasado Phoenix controló totalmente las series, necesitándo únicamente cinco partidos. En el cuarto partido, el base de los Suns Steve Nash consiguió batir el récord de asistencias en un partido de playoff, que estaba establecido en 24 por dos jugadores Magic Johnson de Los Angeles Lakers y John Stockton de Utah Jazz.

#### (3)San Antonio Spursvs. (6)Denver Nuggets
| 22 de abril                    | Denver Nuggets                                        | 95–89                                 | San Antonio Spurs                                       | |  |  |
| 6:00 p. m.                     | Parciales: 21–16, 23–26, 23–24, 28–23                 | Parciales: 21–16, 23–26, 23–24, 28–23 | Parciales: 21–16, 23–26, 23–24, 28–23                   | |  |  |
|                                | Estadísticas Allen Iverson 31 Nenê 12 Allen Iverson 5 | Reporte Pts Reb Asts                  | Estadísticas Tony Parker 19 Tim Duncan 10 Tony Parker 8 | Pabellón: AT&T Center, San Antonio Árbitros: Ron Garretson, Jack Nies, Bennett Salvatore Televisión: TNT |  |  |
| Nuggets lidera las series, 1-0 |                                                       |                                       |                                                         | |  |  |
|                                |                                                       |                                       |                                                         | |  |  |

| 25 de abril           | Denver Nuggets                                                | 88–97                                 | San Antonio Spurs                                           | |  |  |
| 6:00 p. m.            | Parciales: 18–24, 23–25, 19–25, 28–23                         | Parciales: 18–24, 23–25, 19–25, 28–23 | Parciales: 18–24, 23–25, 19–25, 28–23                       | |  |  |
|                       | Estadísticas Carmelo Anthony 26 Marcus Camby 18 Steve Blake 7 | Reporte Pts Reb Asts                  | Estadísticas Tim Duncan 22 Fabricio Oberto 10 Tony Parker 6 | Pabellón: AT&T Center, San Antonio Árbitros: Derrick Collins, Dan Crawford, Monty McCutchen Televisión: TNT |  |  |
| Series empatadas, 1-1 |                                                               |                                       |                                                             | |  |  |
|                       |                                                               |                                       |                                                             | |  |  |

| 28 de abril                  | San Antonio Spurs                                       | 96–91                                 | Denver Nuggets                                                   |                                                                                                  |  |  |
| 6:00 p. m.                   | Parciales: 22–25, 21–15, 32–27, 21–24                   | Parciales: 22–25, 21–15, 32–27, 21–24 | Parciales: 22–25, 21–15, 32–27, 21–24                            |                                                                                                  |  |  |
|                              | Estadísticas Tony Parker 21 Tim Duncan 13 Tony Parker 6 | Reporte Pts Reb Asts                  | Estadísticas Carmelo Anthony 28 Carmelo Anthony 12 Steve Blake 7 | Pabellón: Pepsi Center, Denver Árbitros: Mike Callahan, Bob Delaney, Scott Wall Televisión: ESPN |  |  |
| Spurs lidera las series, 2-1 |                                                         |                                       |                                                                  |                                                                                                  |  |  |
|                              |                                                         |                                       |                                                                  |                                                                                                  |  |  |

| 30 de abril                  | San Antonio Spurs                                                    | 96–89                                 | Denver Nuggets                                                  |                                                                                                 |  |  |
| 8:30 p. m.                   | Parciales: 20–27, 22–23, 25–23, 29–16                                | Parciales: 20–27, 22–23, 25–23, 29–16 | Parciales: 20–27, 22–23, 25–23, 29–16                           |                                                                                                 |  |  |
|                              | Estadísticas Tim Duncan 22 Tim Duncan 11 Duncan, Ginóbili 6 cada uno | Reporte Pts Reb Asts                  | Estadísticas Carmelo Anthony 29 Marcus Camby 17 Allen Iverson 7 | Pabellón: Pepsi Center, Denver Árbitros: Scott Foster, Bill Kennedy, Eddie Rush Televisión: TNT |  |  |
| Spurs lidera las series, 3-1 |                                                                      |                                       |                                                                 |                                                                                                 |  |  |
|                              |                                                                      |                                       |                                                                 |                                                                                                 |  |  |

| 2 de mayo                      | Denver Nuggets                                                            | 78–93                | San Antonio Spurs                                           | |  |  |
|                                | Parciales: 21–25, 27–19, 11–19, 19–30                                     |                      |                                                             | |  |  |
|                                | Estadísticas Iverson, Anthony 21 cada uno Marcus Camby 19 Allen Iverson 8 | Reporte Pts Reb Asts | Estadísticas Michael Finley 26 Tim Duncan 12 Tony Parker 10 | Pabellón: AT&T Center, San Antonio Árbitros: Sean Corbin, Joe DeRosa, Tom Washington Televisión: TNT |  |  |
| San Antonio ganó la serie, 4–1 |                                                                           |                      |                                                             | |  |  |
|                                |                                                                           |                      |                                                             | |  |  |

El dúo de los Nuggets formado por Carmelo Anthony y Allen Iverson encaminó a Denver hacia un comienzo rápido, ganando el partido 1 a pesar de la ventaja de campo de Tim Duncan y los Spurs. Después de la derrota del primer partido, los Spurs mostraron su casta de campeones equilibrando la balanza con un 97-88 en el segundo partido. En el tercer partido los Nuggets consiguieron una ventaja de 8 puntos en el primer cuarto antes de que los 8 puntos de Manu Ginóbili en el segundo cuarto ayudaron a San Antonio a ponerse arriba (43-40) en el descanso. Esta ventaja aumentaría gracias a los triples de Michael Finley y Robert Horry consiguiendo un resultado en el tercer cuarto de 75-67. El resultado final fue de 96-91.
Denver comenzó fuerte otra vez e el cuarto partido y consiguió liderar el partido con ocho puntos de diferencia en el descanso. Puero San Antonio reaccionó después de que Anthony se fuese al banquillo en el tercer cuarto debido a su cuarta falta. Los Spurs mantuvieron el partido con diferencias pequeñas hasta que Horry encestó un triple desde la esquina derecha de la cancha sentenciando el partido. Los aturdidos Nuggets no se pudieron recuperar del cuarto encuentro. Finley fue el héroe del último partido, ayudando a conseguir un récord de triples de equipo con ocho triples y consiguiendo 26 puntos para San Antonio que ganó 93-78 para finalizar la serie, haciendo así que los Nuggets fuesen eliminados por cuarta vez consecuitiva en la primera ronda, de estas dos de ellas contra los Spurs.

#### (4)Utah Jazzvs. (5)Houston Rockets
| 21 de abril                    | Utah Jazz                                                                   | 75–84                                 | Houston Rockets                                     | |  |  |
| 8:30 p. m.                     | Parciales: 19–20, 23–13, 11–26, 22–25                                       | Parciales: 19–20, 23–13, 11–26, 22–25 | Parciales: 19–20, 23–13, 11–26, 22–25               | |  |  |
|                                | Estadísticas Williams, Fisher 15 cada uno Carlos Boozer 12 Deron Williams 9 | Reporte Pts Reb Asts                  | Estadísticas Yao Ming 28 Yao Ming 13 Rafer Alston 8 | Pabellón: Toyota Center, Houston Árbitros: Ron Garretson, Jack Nies, Bennett Salvatore Televisión: ESPN |  |  |
| Rockets lidera las series, 1-0 |                                                                             |                                       |                                                     | |  |  |
|                                |                                                                             |                                       |                                                     | |  |  |

| 23 de abril                    | Utah Jazz                                                       | 90–98                                 | Houston Rockets                                                         |                                                                                                   |  |  |
| 8:30 p. m.                     | Parciales: 26–17, 15–22, 21–28, 28–31                           | Parciales: 26–17, 15–22, 21–28, 28–31 | Parciales: 26–17, 15–22, 21–28, 28–31                                   |                                                                                                   |  |  |
|                                | Estadísticas Carlos Boozer 41 Carlos Boozer 12 Deron Williams 7 | Reporte Pts Reb Asts                  | Estadísticas Tracy McGrady 31 Chuck Hayes 12 Alston, McGrady 5 cada uno | Pabellón: Toyota Center, Houston Árbitros: James Capers, Sean Corbin, Bob Delaney Televisión: TNT |  |  |
| Rockets lidera las series, 2-0 |                                                                 |                                       |                                                                         |                                                                                                   |  |  |
|                                |                                                                 |                                       |                                                                         |                                                                                                   |  |  |

| 26 de abril                    | Houston Rockets                                     | 67–81                                 | Utah Jazz                                                       | |  |  |
| 7:00 p. m.                     | Parciales: 17–23, 25–25, 10–13, 15–20               | Parciales: 17–23, 25–25, 10–13, 15–20 | Parciales: 17–23, 25–25, 10–13, 15–20                           | |  |  |
|                                | Estadísticas Yao Ming 26 Yao Ming 14 Rafer Alston 5 | Reporte Pts Reb Asts                  | Estadísticas Carlos Boozer 22 Carlos Boozer 12 Deron Williams 8 | Pabellón: EnergySolutions Arena, Salt Lake City Árbitros: Marc Davis, Joe DeRosa, Ron Garretson Televisión: NBA TV |  |  |
| Rockets lidera las series, 2-1 |                                                     |                                       |                                                                 | |  |  |
|                                |                                                     |                                       |                                                                 | |  |  |

| 28 de abril           | Houston Rockets                                                | 85–98                                 | Utah Jazz                                                        | |  |  |
| 8:30 p. m.            | Parciales: 21–19, 24–31, 17–33, 23–15                          | Parciales: 21–19, 24–31, 17–33, 23–15 | Parciales: 21–19, 24–31, 17–33, 23–15                            | |  |  |
|                       | Estadísticas Yao Ming 20 Alston, Yao 9 cada uno Rafer Alston 6 | Reporte Pts Reb Asts                  | Estadísticas Deron Williams 25 Carlos Boozer 10 Deron Williams 7 | Pabellón: EnergySolutions Arena, Salt Lake City Árbitros: Scott Foster, Bill Kennedy, Eddie Rush Televisión: ESPN |  |  |
| Series empatadas, 2-2 |                                                                |                                       |                                                                  | |  |  |
|                       |                                                                |                                       |                                                                  | |  |  |

| 30 de abril                    | Utah Jazz                                                    | 92–96                                 | Houston Rockets                                            | |  |  |
| 7:00 p. m.                     | Parciales: 23–21, 21–22, 28–25, 20–28                        | Parciales: 23–21, 21–22, 28–25, 20–28 | Parciales: 23–21, 21–22, 28–25, 20–28                      | |  |  |
|                                | Estadísticas Carlos Boozer 26 Mehmet Okur 9 Deron Williams 6 | Reporte Pts Reb Asts                  | Estadísticas Tracy McGrady 26 Yao Ming 15 Tracy McGrady 16 | Pabellón: Toyota Center, Houston Árbitros: Steve Javie, Courtney Kirkland, Jack Nies Televisión: TNT |  |  |
| Rockets lidera las series, 3-2 |                                                              |                                       |                                                            | |  |  |
|                                |                                                              |                                       |                                                            | |  |  |

| 3 de mayo             | Houston Rockets                                                | 82–94                                 | Utah Jazz                                                              | |  |  |
| 6:00 p. m.            | Parciales: 22–20, 21–26, 19–22, 20–26                          | Parciales: 22–20, 21–26, 19–22, 20–26 | Parciales: 22–20, 21–26, 19–22, 20–26                                  | |  |  |
|                       | Estadísticas Tracy McGrady 26 Tracy McGrady 10 Shane Battier 4 | Reporte Pts Reb Asts                  | Estadísticas Carlos Boozer 22 Okur, Boozer 9 cada uno Deron Williams 8 | Pabellón: EnergySolutions Arena, Salt Lake City Árbitros: Dick Bavetta, Joe Forte, Ken Mauer Televisión: TNT |  |  |
| Series empatadas, 3-3 |                                                                |                                       |                                                                        | |  |  |
|                       |                                                                |                                       |                                                                        | |  |  |

| 5 de mayo               | Utah Jazz                                                        | 103–99               | Houston Rockets                                                       | |  |  |
|                         | Parciales: 29–22, 24–21, 22–24, 28–32                            |                      |                                                                       | |  |  |
|                         | Estadísticas Carlos Boozer 35 Carlos Boozer 14 Deron Williams 14 | Reporte Pts Reb Asts | Estadísticas McGrady, Yao 29 cada uno Juwan Howard 7 Tracy McGrady 13 | Pabellón: Toyota Center, Houston Árbitros: Mike Callahan, Bernie Fryer, Tom Washington Televisión: TNT |  |  |
| Utah ganó la serie, 4–3 |                                                                  |                      |                                                                       | |  |  |
|                         |                                                                  |                      |                                                                       | |  |  |

Los renacientes Utah Jazz, llegaban frescos después de conseguir una de sus mejores temporadas desde los años de John Stockton, se enfrentaron a Yao Ming, Tracy McGrady y los Houston Rockets, que buscaban su primera victoria en playoffs después de 10 años. La ventaja de campo fue la llave durante los seis primeros partidos en los cuales siempre el equipo de casa conseguía la victoria.
Como consecuencia las series llegaron a un séptimo y decisivo partido, que se disputaría en Houston puesto que los Rockets tenían un mejor balance de victorias-derrotas a pesar de que los Jazz fuesen campeones de su división y tener por tanto una mejor clasificación. Sin embargo, Utah consiguió ganar delante de la afición de Houston y encaminar su pase a la siguiente ronda.
Los Rockets después de perder la serie, no consiguieron acordar un nuevo contrato con su entrenador Jeff Van Gundy por lo que fue despedido.

### Semifinales de Conferencia

#### (4)Utah Jazzvs. (8)Golden State Warriors
| 7 de mayo                   | Golden State Warriors                                                    | 112–116                               | Utah Jazz                                                        | |  |  |
| 8:30 p. m.                  | Parciales: 35–37, 31–26, 23–21, 23–32                                    | Parciales: 35–37, 31–26, 23–21, 23–32 | Parciales: 35–37, 31–26, 23–21, 23–32                            | |  |  |
|                             | Estadísticas Baron Davis 24 Barnes, Richardson 10 cada uno Baron Davis 7 | Reporte Pts Reb Asts                  | Estadísticas Deron Williams 31 Carlos Boozer 20 Deron Williams 8 | Pabellón: EnergySolutions Arena, Salt Lake City Árbitros: Monty McCutchen, Eddie Rush, Greg Willard Televisión: TNT |  |  |
| Jazz lidera las series, 1-0 |                                                                          |                                       |                                                                  | |  |  |
|                             |                                                                          |                                       |                                                                  | |  |  |

| 9 de mayo                   | Golden State Warriors                                   | 117–127 (OT)                                       | Utah Jazz                                                      | |  |  |
| 7:00 p. m.                  | Parciales: 31–28, 27–35, 31–27, 24–23 (T.E.: 4–14)      | Parciales: 31–28, 27–35, 31–27, 24–23 (T.E.: 4–14) | Parciales: 31–28, 27–35, 31–27, 24–23 (T.E.: 4–14)             | |  |  |
|                             | Estadísticas Baron Davis 36 Matt Barnes 7 Baron Davis 7 | Reporte Pts Reb Asts                               | Estadísticas Carlos Boozer 30 Mehmet Okur 18 Deron Williams 14 | Pabellón: EnergySolutions Arena, Salt Lake City Árbitros: Joe DeRosa, Scott Foster, Steve Javie Televisión: TNT |  |  |
| Jazz lidera las series, 2-0 |                                                         |                                                    |                                                                | |  |  |
|                             |                                                         |                                                    |                                                                | |  |  |

| 11 de mayo                  | Utah Jazz                                                       | 105–125                               | Golden State Warriors                                        |                                                                                                 |  |  |
| 6:00 p. m.                  | Parciales: 27–30, 22–40, 36–34, 20–21                           | Parciales: 27–30, 22–40, 36–34, 20–21 | Parciales: 27–30, 22–40, 36–34, 20–21                        |                                                                                                 |  |  |
|                             | Estadísticas Carlos Boozer 19 Carlos Boozer 11 Deron Williams 6 | Reporte Pts Reb Asts                  | Estadísticas Baron Davis 32 Andris Biedriņš 13 Baron Davis 9 | Pabellón: Oracle Arena, Oakland Árbitros: Dick Bavetta, Jim Clark, Sean Corbin Televisión: ESPN |  |  |
| Jazz lidera las series, 2-1 |                                                                 |                                       |                                                              |                                                                                                 |  |  |
|                             |                                                                 |                                       |                                                              |                                                                                                 |  |  |

| 13 de mayo                  | Utah Jazz                                                        | 115–101                               | Golden State Warriors                                                         | |  |  |
| 6:00 p. m.                  | Parciales: 25–23, 25–26, 25–29, 40–23                            | Parciales: 25–23, 25–26, 25–29, 40–23 | Parciales: 25–23, 25–26, 25–29, 40–23                                         | |  |  |
|                             | Estadísticas Carlos Boozer 34 Carlos Boozer 12 Deron Williams 13 | Reporte Pts Reb Asts                  | Estadísticas Jackson, Harrington 24 cada uno Andris Biedriņš 10 Baron Davis 7 | Pabellón: Oracle Arena, Oakland Árbitros: Tony Brothers, Mike Callahan, Tom Washington Televisión: TNT |  |  |
| Jazz lidera las series, 3-1 |                                                                  |                                       |                                                                               | |  |  |
|                             |                                                                  |                                       |                                                                               | |  |  |

| 13 de mayo              | Golden State Warriors                                        | 87–100                                | Utah Jazz                                                                    | |  |  |
| 8:30 p. m.              | Parciales: 32–29, 22–23, 19–25, 14–23                        | Parciales: 32–29, 22–23, 19–25, 14–23 | Parciales: 32–29, 22–23, 19–25, 14–23                                        | |  |  |
|                         | Estadísticas Baron Davis 21 Jason Richardson 8 Baron Davis 8 | Reporte Pts Reb Asts                  | Estadísticas Boozer, Kirilenko 21 cada uno Carlos Boozer 14 Deron Williams 7 | Pabellón: EnergySolutions Arena, Salt Lake City Árbitros: James Capers, Ken Mauer, Bennett Salvatore Televisión: TNT |  |  |
| Utah ganó la serie, 4–1 |                                                              |                                       |                                                                              | |  |  |
|                         |                                                              |                                       |                                                                              | |  |  |

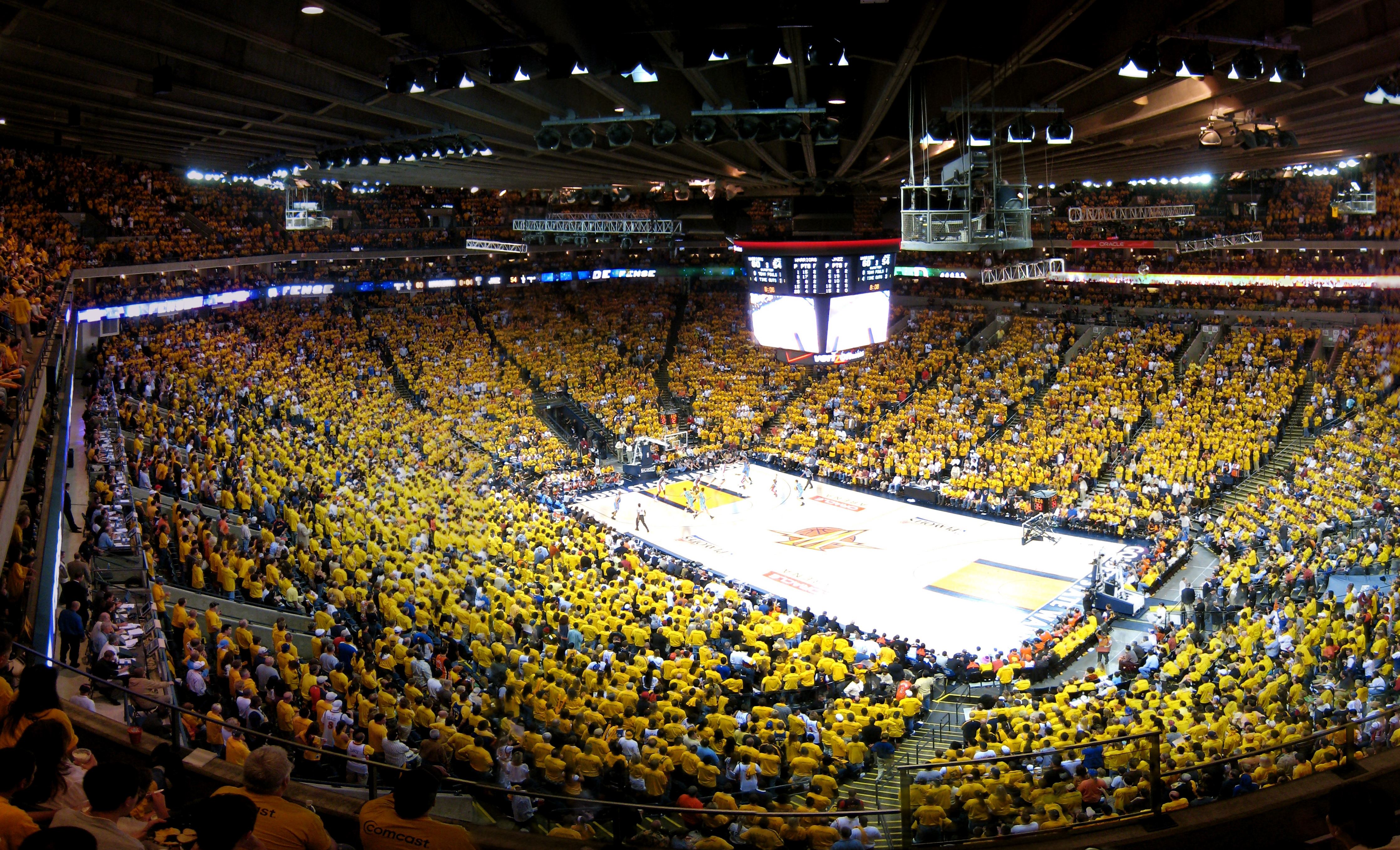
Los Warrios juegan ante los Jazz en el Oracle Arena en el partido 3.

Con la moral bastante alta después de ganar al mejor equipo de la liga regular (Dallas Mavericks), los Golden State Warriors se encontraban con un equipo muy diferente en Utah. Los Warriors continuaron con su frenético estilo de juego que utilizaron ante los Mavericks, pero los Jazz, un equipo mucho más defensivo que consiguió ganar el primer partido. Los Warriors intentaron equilibrar la serie en el partido 2, y llevaron a los Jazz hasta el periodo extra. Pero los Jazz fueron capaces de mantener el marcador por encima en parte gracias a la aportación de Derek Fisher, que llegó en el descanso después de haber estado con su familia en New York City debido al cáncer de su hermana.
Las series volvieron a Oakland y la afición de los Warriors que esperaba en el Oracle Arena volvió a ayudar a los Warriors a que su equipo consiguiese su primera victoria y única de la ronda. Pero después de este tercer partido los Jazz regresaron a su racha de victorias ganando los dos últimos partidos, superando los 100 puntos de anotación en todos los partidos. De esta forma los Jazz avanzaban hacia las finales de la Conferencia Oeste por primera vez desde 1998.

#### (2)Phoenix Sunsvs. (3)San Antonio Spurs
| 6 de mayo                    | San Antonio Spurs                                      | 111–106                               | Phoenix Suns                                                 | |  |  |
| 12:30 p. m.                  | Parciales: 27–26, 24–27, 26–22, 34–31                  | Parciales: 27–26, 24–27, 26–22, 34–31 | Parciales: 27–26, 24–27, 26–22, 34–31                        | |  |  |
|                              | Estadísticas Tim Duncan 33 Tim Duncan 16 Tony Parker 8 | Reporte Pts Reb Asts                  | Estadísticas Steve Nash 31 Amar'e Stoudemire 18 Steve Nash 8 | Pabellón: US Airways Center, Phoenix Árbitros: James Capers, Bob Delaney, Mark Wunderlich Televisión: ABC |  |  |
| Spurs lidera las series, 1-0 |                                                        |                                       |                                                              | |  |  |
|                              |                                                        |                                       |                                                              | |  |  |

| 8 de mayo             | San Antonio Spurs                                        | 81–101                                | Phoenix Suns                                                    | |  |  |
| 7:30 p. m.            | Parciales: 25–19, 17–30, 22–22, 17–30                    | Parciales: 25–19, 17–30, 22–22, 17–30 | Parciales: 25–19, 17–30, 22–22, 17–30                           | |  |  |
|                       | Estadísticas Tim Duncan 29 Tim Duncan 11 Manu Ginóbili 5 | Reporte Pts Reb Asts                  | Estadísticas Amar'e Stoudemire 27 Shawn Marion 10 Steve Nash 16 | Pabellón: US Airways Center, Phoenix Árbitros: Jim Clark, Dan Crawford, Bill Kennedy Televisión: TNT |  |  |
| Series empatadas, 1-1 |                                                          |                                       |                                                                 | |  |  |
|                       |                                                          |                                       |                                                                 | |  |  |

| 12 de mayo                   | Phoenix Suns                                              | 101–108                               | San Antonio Spurs                                      | |  |  |
| 7:00 p. m.                   | Parciales: 30–25, 23–30, 19–25, 29–28                     | Parciales: 30–25, 23–30, 19–25, 29–28 | Parciales: 30–25, 23–30, 19–25, 29–28                  | |  |  |
|                              | Estadísticas Shawn Marion 26 Kurt Thomas 12 Steve Nash 11 | Reporte Pts Reb Asts                  | Estadísticas Tim Duncan 33 Tim Duncan 19 Tony Parker 5 | Pabellón: AT&T Center, San Antonio Árbitros: Tim Donaghy, Eddie Rush, Greg Willard Televisión: ABC |  |  |
| Spurs lidera las series, 2-1 |                                                           |                                       |                                                        | |  |  |
|                              |                                                           |                                       |                                                        | |  |  |

| 14 de mayo            | Phoenix Suns                                                    | 104–98                                | San Antonio Spurs                                       |                                                                                                 |  |  |
| 8:30 p. m.            | Parciales: 24–22, 16–23, 32–35, 32–18                           | Parciales: 24–22, 16–23, 32–35, 32–18 | Parciales: 24–22, 16–23, 32–35, 32–18                   |                                                                                                 |  |  |
|                       | Estadísticas Amar'e Stoudemire 26 Shawn Marion 12 Steve Nash 15 | Reporte Pts Reb Asts                  | Estadísticas Tony Parker 23 Tim Duncan 11 Tony Parker 7 | Pabellón: AT&T Center, San Antonio Árbitros: Joe DeRosa, Steve Javie, Jack Nies Televisión: TNT |  |  |
| Series empatadas, 2-2 |                                                                 |                                       |                                                         |                                                                                                 |  |  |
|                       |                                                                 |                                       |                                                         |                                                                                                 |  |  |

| 16 de mayo                   | San Antonio Spurs                                         | 88–85                                 | Phoenix Suns                                               | |  |  |
| 7:30 p. m.                   | Parciales: 13–24, 20–20, 23–18, 32–23                     | Parciales: 13–24, 20–20, 23–18, 32–23 | Parciales: 13–24, 20–20, 23–18, 32–23                      | |  |  |
|                              | Estadísticas Manu Ginóbili 26 Tim Duncan 12 Tony Parker 5 | Reporte Pts Reb Asts                  | Estadísticas Shawn Marion 24 Shawn Marion 17 Steve Nash 12 | Pabellón: US Airways Center, Phoenix Árbitros: Bernie Fryer, Ron Garretson, Michael Smith Televisión: TNT |  |  |
| Spurs lidera las series, 3-2 |                                                           |                                       |                                                            | |  |  |
|                              |                                                           |                                       |                                                            | |  |  |

| 18 de mayo                     | Phoenix Suns                                                         | 106–114                               | San Antonio Spurs                                                       | |  |  |
| 9:30 p. m.                     | Parciales: 23–23, 28–30, 16–28, 39–33                                | Parciales: 23–23, 28–30, 16–28, 39–33 | Parciales: 23–23, 28–30, 16–28, 39–33                                   | |  |  |
|                                | Estadísticas Amar'e Stoudemire 38 Amar'e Stoudemire 12 Steve Nash 14 | Reporte Pts Reb Asts                  | Estadísticas Manu Ginóbili 33 Tim Duncan 13 Parker, Ginóbili 6 cada uno | Pabellón: AT&T Center, San Antonio Árbitros: Dick Bavetta, Joe Forte, Tom Washington Televisión: ESPN |  |  |
| San Antonio ganó la serie, 4–2 |                                                                      |                                       |                                                                         | |  |  |
|                                |                                                                      |                                       |                                                                         | |  |  |

Ambos equipos eran fuertes candidatos para llegar hasta la final de la Conferencia Oeste, tanto los San Antonio Spurs liderados por el tres veces MVP de las finales Tim Duncan y los Phoenix Suns que buscaban por tercera vez consecutiva alcanzar estas finales de conferencia y así llegar a la final, cosa que no sucede desde 1993. Los Spurs, por otra parte, buscaban su tercer pase en cinco años. Esta serie tuvo un interés internacional ya que suponía un récord de 12 jugadores cuyo origen era exterior a los Estados Unidos.  Cuando la serie acabó, se convirtió en una de las más calientes, polémicas y disputadas de la reciente historia de la NBA.
Los Suns tenían la ventaja de campo que no fue aprovechada al perder el primer partido, un encuentro en el que Nash no puedo aparecer en los minutos finales debido a un golpe en la nariz por el cual sangraba bastante. Los Suns recuperaron el segundo partido pero después del partido, la estrella de los Suns Amare Stoudemire acusó a los Spurs, especialmente a Bruce Bowen y a Manu Ginóbili, de haber sido un equipo sucio. A pesar de las declaraciones a los medios, los Spurs tomaron el tercer partido. Los Suns, trataron de corregir los errores que habían cometido ante los equipos Tejanos, (fueron eliminados por Spurs y Mavericks los años anteriores), y lo consiguieron en un cuarto partido en el que empataron las serie a 2.
Sin embargo, la celebración sería corta. A punto de finalizar el cuarto partido Nash fue sometido a una presión por Robert Horry, en ese momento se creó un pequeño jaleo, en el que Raja Bell recibió una técnica. En cuanto esto sucedió, Stoudemire y Boris Diaw salieron del banquillo de los Suns y aunque ellos no se vieron involucrados en el altercado, ellos rompieron una norma de la NBA que prohíbe a los jugadores salir del banquillo en un altercado. Como consecuencia, la NBA suspendió a Stoudemire y a Diaw por un partido (Horry recibió dos partidos de suspensión). Severamente castigados, los Suns llegaron al quinto partido con la tarea de ganar a los Spurs sin su gran estrella.
A pesar de que los Suns tuvieron el control durante la mayor parte del partido sin sus jugadores suspendidos y de tener una ventaja de 16 puntos a su favor. Los Suns perdieron el control del partido y no fueron capaces de ganar el quinto partido. Finalmente el contar de nuevo con Stoudemire y Diaw no fue suficiente para forzar un séptimo partido y los Spurs se hicieron con el pase a las finales de la Conferencia Oeste.

### Finales de Conferencia: (3)San Antonio Spursvs. (4)Utah Jazz
| 20 de mayo                   | Utah Jazz                                                        | 100–108                               | San Antonio Spurs                                         | |  |  |
| 2:30 p. m.                   | Parciales: 20–23, 16–31, 26–24, 38–30                            | Parciales: 20–23, 16–31, 26–24, 38–30 | Parciales: 20–23, 16–31, 26–24, 38–30                     | |  |  |
|                              | Estadísticas Deron Williams 34 Carlos Boozer 12 Deron Williams 9 | Reporte Pts Reb Asts                  | Estadísticas Tim Duncan 27 Tim Duncan 10 Manu Ginóbili 10 | Pabellón: AT&T Center, San Antonio Árbitros: Mike Callahan, Dan Crawford, Ron Garretson Televisión: ABC |  |  |
| Spurs lidera las series, 1-0 |                                                                  |                                       |                                                           | |  |  |
|                              |                                                                  |                                       |                                                           | |  |  |

| 22 de mayo                   | Utah Jazz                                                        | 96–105                                | San Antonio Spurs                                       | |  |  |
| 8:00 p. m.                   | Parciales: 24–26, 17–32, 24–23, 31–24                            | Parciales: 24–26, 17–32, 24–23, 31–24 | Parciales: 24–26, 17–32, 24–23, 31–24                   | |  |  |
|                              | Estadísticas Carlos Boozer 33 Carlos Boozer 15 Deron Williams 10 | 2 Pts Reb Asts                        | Estadísticas Tim Duncan 26 Tim Duncan 14 Tony Parker 14 | Pabellón: AT&T Center, San Antonio Árbitros: Sean Corbin, Jack Nies, Bennett Salvatore Televisión: ESPN |  |  |
| Spurs lidera las series, 2-0 |                                                                  |                                       |                                                         | |  |  |
|                              |                                                                  |                                       |                                                         | |  |  |

| 26 de mayo                   | San Antonio Spurs                                      | 83–109                                | Utah Jazz                                                        | |  |  |
| 6:30 p. m.                   | Parciales: 23–15, 24–28, 20–32, 16–34                  | Parciales: 23–15, 24–28, 20–32, 16–34 | Parciales: 23–15, 24–28, 20–32, 16–34                            | |  |  |
|                              | Estadísticas Tony Parker 25 Tim Duncan 8 Tony Parker 7 | Reporte Pts Reb Asts                  | Estadísticas Deron Williams 31 Carlos Boozer 12 Deron Williams 8 | Pabellón: EnergySolutions Arena, Salt Lake City Árbitros: Bob Delaney, Monty McCutchen, Eddie Rush Televisión: ABC |  |  |
| Spurs lidera las series, 2-1 |                                                        |                                       |                                                                  | |  |  |
|                              |                                                        |                                       |                                                                  | |  |  |

| 28 de mayo                   | San Antonio Spurs                                                | 91–79                                 | Utah Jazz                                                        | |  |  |
| 7:00 p. m.                   | Parciales: 21–20, 29–22, 13–20, 28–17                            | Parciales: 21–20, 29–22, 13–20, 28–17 | Parciales: 21–20, 29–22, 13–20, 28–17                            | |  |  |
|                              | Estadísticas Manu Ginóbili 22 Fabricio Oberto 11 Jacque Vaughn 4 | Reporte Pts Reb Asts                  | Estadísticas Deron Williams 27 Carlos Boozer 9 Deron Williams 10 | Pabellón: EnergySolutions Arena, Salt Lake City Árbitros: Steve Javie, Joe DeRosa, Ken Mauer Televisión: ESPN |  |  |
| Spurs lidera las series, 3-1 |                                                                  |                                       |                                                                  | |  |  |
|                              |                                                                  |                                       |                                                                  | |  |  |

| 30 de mayo                     | Utah Jazz                                                         | 84–109                                | San Antonio Spurs                                                          | |  |  |
| 8:00 p. m.                     | Parciales: 15–34, 24–21, 17–28, 28–26                             | Parciales: 15–34, 24–21, 17–28, 28–26 | Parciales: 15–34, 24–21, 17–28, 28–26                                      | |  |  |
|                                | Estadísticas Andrei Kirilenko 13 Carlos Boozer 12 Carlos Boozer 4 | Reporte Pts Reb Asts                  | Estadísticas Duncan, Parker 21 cada uno Fabricio Oberto 10 Jacque Vaughn 6 | Pabellón: AT&T Center, San Antonio Árbitros: Bernie Fryer, Tom Washington, Greg Willard Televisión: ESPN |  |  |
| San Antonio ganó la serie, 4–1 |                                                                   |                                       |                                                                            | |  |  |
|                                |                                                                   |                                       |                                                                            | |  |  |

Por primera vez desde los playoffs de 1990, ni el primero ni el segundo clasificado de la Conferencia Oeste iban a aparecer en las finales del Oeste. Entrando en la serie, los Jazz no tenían muchas posibilidades debido a su falta de experiencia. Sin embargo, Carlos Boozer, Deron Williams y los Jazz iban a ser capaces de mantenerse durante una buena parte de la serie frente a San Antonio.
Desafortunadamente, no fue suficiente. Los dos primeros partidos de la serie - ambos victorias para San Antonio - vieron como los Spurs ganaban los partidos por diferencias cercanas, 8 y 9 puntos respectivamente.
Los Jazz, que estaban invictos en todos los partidos disputados en su casa acabada la temporada, hicieron su mayor esfuerzo en el tercer partido y consiguiendo la que iba a ser su única victoria en las finales de conferencia. Utah consiguió que Duncan acumulase faltas rápidamente y consiguiendo canastas de otros jugadores menos esperados que no fuesen Williams y Boozer, que habían sumado el 57.7% de los puntos del equipo en los dos primeros partidos. Pero la euforia de los fanes de los Jazz se traduciría en frustración en el cuarto partido.
Los imparables Spurs respondieron de nuevo en el quinto partido con un comienzo controlado, consiguiendo 19 puntos de ventaja en el primer cuarto y asegurándose desde el comienzo del partido que ellos serían los que pasarían a la final. El resultado final fue de 84 - 109 a favor de los de Tejas.

## Finales de la NBA:Cleveland Cavaliersvs.San Antonio Spurs
| 7 de junio                   | Cleveland Cavaliers                                                   | 76–85                                 | San Antonio Spurs                                       | |  |  |
| 8:00 p. m.                   | Parciales: 15–20, 20–20, 14–24, 27–21                                 | Parciales: 15–20, 20–20, 14–24, 27–21 | Parciales: 15–20, 20–20, 14–24, 27–21                   | |  |  |
|                              | Estadísticas Daniel Gibson 16 LeBron James 7 Gibson, James 4 cada uno | Reporte Pts Reb Asts                  | Estadísticas Tony Parker 27 Tim Duncan 13 Tony Parker 7 | Pabellón: AT&T Center, San Antonio Árbitros: Mike Callahan, Steve Javie, Ken Mauer Televisión: ABC |  |  |
| Spurs lidera las series, 1-0 |                                                                       |                                       |                                                         | |  |  |
|                              |                                                                       |                                       |                                                         | |  |  |

| 10 de junio                  | Cleveland Cavaliers                                             | 92–103                                | San Antonio Spurs                                                 |                                                                                                  |  |  |
| 8:00 p. m.                   | Parciales: 17–28, 16–30, 29–31, 30–14                           | Parciales: 17–28, 16–30, 29–31, 30–14 | Parciales: 17–28, 16–30, 29–31, 30–14                             |                                                                                                  |  |  |
|                              | Estadísticas LeBron James 25 Anderson Varejão 10 LeBron James 6 | Reporte Pts Reb Asts                  | Estadísticas Tony Parker 30 Duncan, Horry 9 cada uno Tim Duncan 8 | Pabellón: AT&T Center, San Antonio Árbitros: Dick Bavetta, Jim Clark, Joe DeRosa Televisión: ABC |  |  |
| Spurs lidera las series, 2-0 |                                                                 |                                       |                                                                   |                                                                                                  |  |  |
|                              |                                                                 |                                       |                                                                   |                                                                                                  |  |  |

| 12 de junio                  | San Antonio Spurs                                                    | 75–72                                 | Cleveland Cavaliers                                               | |  |  |
| 9:00 p. m.                   | Parciales: 16–18, 24–20, 15–12, 20–22                                | Parciales: 16–18, 24–20, 15–12, 20–22 | Parciales: 16–18, 24–20, 15–12, 20–22                             | |  |  |
|                              | Estadísticas Tony Parker 17 Bowen, Duncan 9 cada uno Manu Ginóbili 5 | Reporte Pts Reb Asts                  | Estadísticas LeBron James 25 Žydrūnas Ilgauskas 18 LeBron James 7 | Pabellón: Quicken Loans Arena, Cleveland Árbitros: Dan Crawford, Bob Delaney, Bernie Fryer Televisión: ABC |  |  |
| Spurs lidera las series, 3-0 |                                                                      |                                       |                                                                   | |  |  |
|                              |                                                                      |                                       |                                                                   | |  |  |

| 14 de junio                                 | San Antonio Spurs                                                              | 83–82                | Cleveland Cavaliers                                                | |  |  |
|                                             | Parciales: 19–20, 20–14, 21–18, 23–30                                          |                      |                                                                    | |  |  |
|                                             | Estadísticas Manu Ginóbili 27 Tim Duncan 15 Bowen, Duncan, Ginóbili 3 cada uno | Reporte Pts Reb Asts | Estadísticas LeBron James 24 Žydrūnas Ilgauskas 13 LeBron James 10 | Pabellón: Quicken Loans Arena, Cleveland Árbitros: Joe Forte, Eddie Rush, Bennett Salvatore Televisión: ABC |  |  |
| San Antonio ganó las Finales de la NBA, 4–0 |                                                                                |                      |                                                                    | |  |  |
|                                             |                                                                                |                      |                                                                    | |  |  |

Los Spurs barrieron a los Cavs en las finales después de dos partidos en casa en los que fueron superiores y otros dos más ajustados en Cleveland. Tony Parker fue galardonado con el título de MVP de las finales.